# فهرست قنات‌های شهرستان تربت حیدریه
جدول زیر بر اساس آمار وزارت جهاد کشاورزی تهیه شده‌است. فهرست زیر قنات‌های شهرستان تربت حیدریه در استان خراسان رضوی را نشان می‌دهد.
| نام قنات       | موقعیت                            | نزدیک‌ترین روستا | طول قنات (متر) | تعداد میله چاه | عمق مادر چاه | دبی (لیتر بر ثانیه) | سطح زیر کشت (هکتار) |
| -------------- | --------------------------------- | --------------- | -------------- | -------------- | ------------ | ------------------- | ------------------- |
| آق دره         | بخش مرکزی شهرستان تربت حیدریه     | آق دره          | ۸۰۰            | ۱۵             | ۶            | ۱۲                  | ۳۶                  |
| ا رسان         | بخش جلگه زاوه شهرستان تربت حیدریه | سنایی           | ۶۰۰            | ۲۰             | ۱۵           | ۴۰                  | ۴۵                  |
| ااباد          | بخش جلگه‌رخ شهرستان تربت حیدریه    | دهمنار          | ۲۰۰۰           | ۴۰             | ۵۰           | ۱۵                  | ۲۸                  |
| اب باریک       | بخش مرکزی شهرستان تربت حیدریه     | قوزان           | ۱۴۰۰           | ۷۰             | ۱۲           | ۲۵                  | ۷۰                  |
| اب باریک سفلی  | بخش جلگه‌رخ شهرستان تربت حیدریه    | اب باریک        | ۱۲۰۰           | ۳۵             | ۱۲           | ۱۸                  | ۲۴                  |
| اب سرد         | بخش جلگه‌رخ شهرستان تربت حیدریه    | سربالا          | ۷۰۰            | ۶              | ۷            | ۱۵                  | ۸۰                  |
| ابجر سفلی      | بخش بایگ شهرستان تربت حیدریه      | بایگ            | ۱۴۰۰           | ۳۵             | ۱۲           | ۲۰                  | ۸۰                  |
| ابجر علیا      | بخش بایگ شهرستان تربت حیدریه      | بایگ            | ۱۰۰۰           | ۲۵             | ۱۵           | ۱۵                  | ۳۰                  |
| ابدار          | بخش بایگ شهرستان تربت حیدریه      | بسک             | ۱۵۰            | ۸              | ۸            | ۵                   | ۶                   |
| ابدارو         | بخش جلگه‌رخ شهرستان تربت حیدریه    | ابدارو          | ۱۰۰۰           | ۱۶             | ۱۴           | ۱۰                  | ۱۲                  |
| ابراهیم ترشیز  | بخش بایگ شهرستان تربت حیدریه      | فدیهه           | ۱۰۰            | ۶              | ۳            | ۵                   | ۲                   |
| ابراهیم‌آباد    | بخش جلگه زاوه شهرستان تربت حیدریه | علییک           | ۳۰۰۰           | ۱۰۲            | ۳۰           | ۷۵                  | ۲۱۵                 |
| ابچینه         | بخش بایگ شهرستان تربت حیدریه      | فدیهه           | ۴۰             | ۱۵             | ۶            | ۱۵                  | ۳۰                  |
| احمد حسنک      | بخش بایگ شهرستان تربت حیدریه      | بایگ            | ۲۰۰            | ۶              | ۱۸           | ۲۰                  | ۳۰                  |
| احمدآباد خزاعی | بخش جلگه‌رخ شهرستان تربت حیدریه    | احمدآباد خزاعی  | ۲۵۰۰           | ۸۰             | ۵۵           | ۷۰                  | ۱۵۰                 |
| اختری          | بخش کدکن شهرستان تربت حیدریه      | کته تلخ         | ۱۰۰۰           | ۲۲             | ۱۲           | ۵                   | ۱۵                  |
| ارد سمل        | بخش بایگ شهرستان تربت حیدریه      | بایگ            | ۷۰             | ۴              | ۶            | ۳                   | ۲                   |
| اردج           | بخش جلگه زاوه شهرستان تربت حیدریه | گوجی            | ۵۰۰            | ۱۵             | ۱۶           | ۱۰                  | ۵۰                  |
| اردی           | بخش بایگ شهرستان تربت حیدریه      | بایگ            | ۴۰۰            | ۱۲             | ۱۰           | ۲۵                  | ۳۳                  |
| ارغوان         | بخش جلگه زاوه شهرستان تربت حیدریه | قلعه نو         | ۱۵۰۰           | ۴۲             | ۱۲           | ۱۵                  | ۱۹۰                 |
| استابرات       | بخش جلگه‌رخ شهرستان تربت حیدریه    | زیرکک           | ۴۰۰            | ۱۸             | ۸            | ۸                   | ۱۵                  |
| استامراد       | بخش جلگه‌رخ شهرستان تربت حیدریه    | زیرکک           | ۱۲۰            | ۵              | ۷            | ۳                   | ۱۵                  |
| استخر بزرگ     | بخش کدکن شهرستان تربت حیدریه      | کدکن            | ۵۰             | ۴              | ۳۰           | ۲۰                  | ۶                   |
| استقر          | بخش بایگ شهرستان تربت حیدریه      | فهندر           | ۴۰۰۰           | ۱۰۰            | ۴۵           | ۱۰۰                 | ۳۰۰                 |
| اسدآباد        | بخش جلگه‌رخ شهرستان تربت حیدریه    | اسدآباد         | ۲۵۰۰           | ۸۹             | ۱۲           | ۳۰                  | ۳۲                  |
| اسماعیل‌آباد    | بخش بایگ شهرستان تربت حیدریه      | حصار            | ۶۰۰            | ۱۲             | ۱۵           | ۶                   | ۱۰                  |
| اصلی سربالا    | بخش جلگه‌رخ شهرستان تربت حیدریه    | سربالا          | ۲۰۰۰           | ۶۰             | ۱۴           | ۱۵                  | ۷۰                  |
| اغل سنقره      | بخش بایگ شهرستان تربت حیدریه      | گشن             | ۲۰             | ۳              | ۵            | ۵                   | ۲                   |
| اغل کمر        | بخش بایگ شهرستان تربت حیدریه      | بایگ            | ۳۰۰            | ۲۰             | ۷            | ۱۵                  | ۱۰                  |
| اغویه          | بخش مرکزی شهرستان تربت حیدریه     | اغویه           | ۶۵۰            | ۲۵             | ۱۵           | ۱۰                  | ۳۰                  |
| اقداش          | بخش جلگه‌رخ شهرستان تربت حیدریه    | اقداش           | ۴۰۰            | ۱۲             | ۸            | ۱۰                  | ۶                   |
| اقداش سفلی     | بخش جلگه‌رخ شهرستان تربت حیدریه    | اقداش           | ۷۰۰            | ۳۱             | ۹            | ۱۴                  | ۱۸                  |
| اقداش علیا     | بخش جلگه‌رخ شهرستان تربت حیدریه    | اقداش           | ۶۵۰            | ۲۶             | ۱۰           | ۱۲                  | ۱۶                  |
| الانگ          | بخش جلگه زاوه شهرستان تربت حیدریه | چخماق           | ۳۵۰            | ۸              | ۱۰           | ۳۵                  | ۵۶                  |
| الودرسیاه      | بخش بایگ شهرستان تربت حیدریه      | فدیهه           | ۳۰۰            | ۲۰             | ۲۰           | ۱۵                  | ۴۰                  |
| الیجه          | بخش بایگ شهرستان تربت حیدریه      | رزگ             | ۴۰۰            | ۲۵             | ۱۵           | ۱۵                  | ۳۰                  |
| امبری          | بخش بایگ شهرستان تربت حیدریه      | حصار            | ۱۰۰            | ۵              | ۲۰           | ۱                   | ۳                   |
| امرآباد        | بخش جلگه زاوه شهرستان تربت حیدریه | زاوه            | ۲۵۰۰           | ۵۶             | ۱۵           | ۱۰                  | ۳۵                  |
| امیرآباد       | بخش مرکزی شهرستان تربت حیدریه     | امیرآباد        | ۵۰۰۰           | ۸۵             | ۱۲           | ۱۵                  | ۵۰                  |
| امیرآباد       | بخش کدکن شهرستان تربت حیدریه      | کدکن            | ۲۰۰۰           | ۵۰             | ۳۵           | ۱۰                  | ۱۰                  |
| امیرآباد       | بخش جلگه زاوه شهرستان تربت حیدریه | بازکیر          | ۷۶۰            | ۲۰             | ۹            | ۸                   | ۱۸۰                 |
| امین‌آباد       | بخش کدکن شهرستان تربت حیدریه      | ترقی            | ۷۵۰            | ۱۸             | ۸            | ۱۲                  | ۱۸                  |
| اندرونج        | بخش مرکزی شهرستان تربت حیدریه     | صومعه           | ۳۰۰۰           | ۵۸             | ۲۷           | ۱۲                  | ۳۶                  |
| اورخی          | بخش جلگه‌رخ شهرستان تربت حیدریه    | رقیچه           | ۲۰۰            | ۱۰             | ۲۰           | ۵                   | ۴                   |
| اولنگ سوخته    | بخش مرکزی شهرستان تربت حیدریه     | کامه علیا       | ۳۰۰۰           | ۲۰             | ۵            | ۲۵                  | ۱۱۰                 |
| اومی           | بخش مرکزی شهرستان تربت حیدریه     | اومی            | ۳۰۰۰           | ۶۵             | ۲۰           | ۲۵                  | ۱۵۰                 |
| اکبرآباد       | بخش مرکزی شهرستان تربت حیدریه     | کاج درخت        | ۲۵۰۰           | ۵۵             | ۸            | ۲۵                  | ۸۰                  |
| باب بیگ        | بخش بایگ شهرستان تربت حیدریه      | فهندر           | ۲۰۰۰           | ۴۰             | ۲۰           | ۱۵                  | ۲۰                  |
| باباحسین       | بخش جلگه زاوه شهرستان تربت حیدریه | چخماق           | ۱۵۰۰           | ۳۵             | ۲۲           | ۲۰                  | ۳۵                  |
| بازه راه       | بخش بایگ شهرستان تربت حیدریه      | گلشن            | ۴۰             | ۵              | ۶            | ۲                   | ۱                   |
| بازه سره       | بخش بایگ شهرستان تربت حیدریه      | بسک             | ۱۰۰            | ۳۰             | ۱۸           | ۳۰                  | ۱۰۰                 |
| بازه سیاه      | بخش جلگه زاوه شهرستان تربت حیدریه | بهارستان        | ۱۰۰۰           | ۳۵             | ۲۰           | ۳۰                  | ۳۵                  |
| بازه قبرستان   | بخش بایگ شهرستان تربت حیدریه      | خورش بر         | ۱۸۰            | ۱۴             | ۶            | ۴                   | ۷                   |
| بازه گو        | بخش بایگ شهرستان تربت حیدریه      | بایگ            | ۵۰۰            | ۹              | ۹            | ۲                   | ۳                   |
| باغ بالا       | بخش مرکزی شهرستان تربت حیدریه     | باغ میان        | ۶۰۰            | ۱۵             | ۱۰           | ۸                   | ۲۴                  |
| باغ میان       | بخش مرکزی شهرستان تربت حیدریه     | باغ میان        | ۷۵۰            | ۲۵             | ۲۰           | ۱۵                  | ۴۵                  |
| باغ کرم        | بخش بایگ شهرستان تربت حیدریه      | حصار            | ۵۰۰            | ۶              | ۱۵           | ۳                   | ۸                   |
| باغ یکه سربالا | بخش جلگه‌رخ شهرستان تربت حیدریه    | سربالا          | ۱۱۰۰           | ۳۷             | ۱۸           | ۱۱                  | ۳۳                  |
| بالا           | بخش مرکزی شهرستان تربت حیدریه     | حوض سرخ         | ۲۰۰۰           | ۷۰             | ۱۰           | ۲۰                  | ۸۰                  |
| بالای خورشبر   | بخش بایگ شهرستان تربت حیدریه      | خورش بر         | ۷۰۰            | ۳۰             | ۱۵           | ۳۰                  | ۴۰                  |
| بالای فدیهه    | بخش بایگ شهرستان تربت حیدریه      | فدیهه           | ۱۰۰۰           | ۱۵             | ۵            | ۲۵                  | ۶۰                  |
| ببرکچ          | بخش مرکزی شهرستان تربت حیدریه     | صنوبر           | ۸۰             | ۵              | ۵            | ۳                   | ۹                   |
| برزو           | بخش جلگه زاوه شهرستان تربت حیدریه | برزو            | ۵۰۰            | ۱۲             | ۱۰           | ۳۵                  | ۱۵۰                 |
| برس            | بخش کدکن شهرستان تربت حیدریه      | برس             | ۲۵۰۰           | ۳۵             | ۴۵           | ۵۰                  | ۶۰                  |
| برگود          | بخش بایگ شهرستان تربت حیدریه      | فدیهه           | ۷۵             | ۲۰             | ۸            | ۱۰                  | ۶۰                  |
| برینه          | بخش بایگ شهرستان تربت حیدریه      | سرخ‌آباد         | ۲۰۰۰           | ۳۰             | ۱۰           | ۲۰                  | ۴۰                  |
| بسک بالا       | بخش بایگ شهرستان تربت حیدریه      | بسک             | ۲۰۰            | ۴              | ۱۲           | ۷۰                  | ۳۰۰                 |
| بسک پا’ین      | بخش بایگ شهرستان تربت حیدریه      | بسک             | ۲۰۰            | ۶۳             | ۱۸           | ۳۰                  | ۱۵۰                 |
| بشرویه         | بخش مرکزی شهرستان تربت حیدریه     | بشریه           | ۳۵۰۰           | ۲۸۰            | ۴۰           | ۲۰                  | ۲۵۰                 |
| بقاق           | بخش جلگه زاوه شهرستان تربت حیدریه | زاوه            | ۴۰۰۰           | ۱۶             | ۳۵           | ۷۵                  | ۵۵۰                 |
| بقیع           | بخش جلگه زاوه شهرستان تربت حیدریه | بقیع            | ۳۰۰            | ۲۵             | ۱۵           | ۳۵                  | ۴۵                  |
| بلندپی         | بخش مرکزی شهرستان تربت حیدریه     | بوری‌آباد        | ۲۰۰۰           | ۴۵             | ۳۰           | ۳۰                  | ۹۰                  |
| بلوچ بند       | بخش بایگ شهرستان تربت حیدریه      | سرخ‌آباد         | ۵۰             | ۵              | ۵            | ۱۰                  | ۲                   |
| بنای دربند     | بخش بایگ شهرستان تربت حیدریه      | بایگ            | ۱۵۰            | ۵              | ۱۲           | ۴۰                  | ۱۵۰                 |
| بنای سفلی      | بخش بایگ شهرستان تربت حیدریه      | بایگ            | ۱۰۰۰           | ۵۰             | ۷            | ۲۰                  | ۶۰                  |
| بنای علیا      | بخش بایگ شهرستان تربت حیدریه      | بایگ            | ۱۵۰            | ۵              | ۱۰           | ۱۶                  | ۲۰                  |
| بنای وسطی      | بخش بایگ شهرستان تربت حیدریه      | بایگ            | ۲۵۰            | ۷              | ۱۰           | ۱۰                  | ۵۰                  |
| بند کوه        | بخش مرکزی شهرستان تربت حیدریه     | بنهنگ           | ۶۰۰۰           | ۱۲۵            | ۹۰           | ۲۰                  | ۳۰                  |
| بنهنگ          | بخش مرکزی شهرستان تربت حیدریه     | بنهنگ           | ۹۰۰۰           | ۲۵۰            | ۹۷           | ۴۵                  | ۱۵۰                 |
| بهارستان       | بخش مرکزی شهرستان تربت حیدریه     | صنوبر           | ۱۲۰۰           | ۴۲             | ۱۲           | ۲۰                  | ۶۰                  |
| بهارمشک        | بخش مرکزی شهرستان تربت حیدریه     | قندشتن          | ۳۰۰۰           | ۱۰۰            | ۴۰           | ۱۵                  | ۴۵                  |
| بکاول          | بخش مرکزی شهرستان تربت حیدریه     | بکاول           | ۸۰             | ۶              | ۵            | ۱۵                  | ۴۵                  |
| بیابانشیر      | بخش جلگه زاوه شهرستان تربت حیدریه | صفی‌آباد         | ۰              | ۵              | ۵            | ۸۰                  | ۲۸۰                 |
| بیدستان        | بخش جلگه زاوه شهرستان تربت حیدریه | شیستان          | ۱۵۰            | ۶              | ۹            | ۳۰                  | ۴۰                  |
| بیدستان        | بخش جلگه‌رخ شهرستان تربت حیدریه    | بیدستان         | ۴۵۰            | ۲۲             | ۸            | ۸                   | ۱۴                  |
| بیدک           | بخش جلگه زاوه شهرستان تربت حیدریه | شهوار           | ۴۰۰            | ۱۰             | ۷            | ۲۰                  | ۳۰                  |
| بیسقفیزن       | بخش مرکزی شهرستان تربت حیدریه     | بیسقفیزن        | ۱۲۰۰           | ۷۵             | ۲۰           | ۲۵                  | ۱۰۰                 |
| تاک متاک سفلی  | بخش بایگ شهرستان تربت حیدریه      | خورش بر         | ۸۰۰            | ۳۰             | ۱۲           | ۲۰                  | ۳۰                  |
| تاک متاک علیا  | بخش بایگ شهرستان تربت حیدریه      | بایگ            | ۵۰۰            | ۱۶             | ۱۴           | ۱۰                  | ۳۰                  |
| تروسک          | بخش مرکزی شهرستان تربت حیدریه     | تروسک           | ۲۵۰            | ۶              | ۱۵           | ۱۵                  | ۶۰                  |
| تقی‌آباد        | بخش جلگه‌رخ شهرستان تربت حیدریه    | اقداش           | ۴۰۰            | ۱۲             | ۸            | ۷                   | ۲۱                  |
| تلخک           | بخش جلگه زاوه شهرستان تربت حیدریه | علییک           | ۵۰۰            | ۱۵             | ۱۲           | ۲۵                  | ۴۵                  |
| تملیک          | بخش جلگه زاوه شهرستان تربت حیدریه | ابراهیم‌آباد     | ۱۵۰۰           | ۳۰             | ۱۵           | ۱۵                  | ۵۰                  |
| ته بنای        | بخش بایگ شهرستان تربت حیدریه      | بایگ            | ۸۰۰            | ۴۰             | ۱۱           | ۲۵                  | ۱۰۰                 |
| ته رودک        | بخش جلگه زاوه شهرستان تربت حیدریه | کاهیجه          | ۵۴۰            | ۱۵             | ۱۵           | ۴۰                  | ۶۰                  |
| ته گود         | بخش بایگ شهرستان تربت حیدریه      | بایگ            | ۲۰۰۰           | ۶۰             | ۱۵           | ۶۰                  | ۱۵۰                 |
| تهرود          | بخش بایگ شهرستان تربت حیدریه      | بایگ            | ۱۵۰۰           | ۱۵۰            | ۲۵           | ۵۰                  | ۱۵۰                 |
| توخورده        | بخش مرکزی شهرستان تربت حیدریه     | بکاول           | ۱۵۰            | ۵              | ۵            | ۵                   | ۱۵                  |
| تیغ سیاه       | بخش بایگ شهرستان تربت حیدریه      | خورش بر         | ۱۵۰            | ۳              | ۷            | ۲                   | ۱                   |
| تیمور سفلی     | بخش جلگه‌رخ شهرستان تربت حیدریه    | تیمور سفلی      | ۲۰۰۰           | ۲۰             | ۱۲           | ۱۰                  | ۳۰                  |
| جرگه           | بخش جلگه زاوه شهرستان تربت حیدریه | جرگه            | ۸۵۰            | ۲۵             | ۹            | ۴۰                  | ۳۵                  |
| جعفرآباد       | بخش جلگه‌رخ شهرستان تربت حیدریه    | خرم             | ۱۰۰            | ۶              | ۱۵           | ۵                   | ۱                   |
| جعفرآباد       | بخش مرکزی شهرستان تربت حیدریه     | جعفرآباد        | ۳۰۰۰           | ۶۵             | ۲۰           | ۵                   | ۱۵                  |
| جعفرآباد       | بخش جلگه زاوه شهرستان تربت حیدریه | جعفرآباد        | ۳۶۰۰           | ۲۸             | ۳۵           | ۲۵                  | ۳۴                  |
| جلال‌آباد       | بخش جلگه زاوه شهرستان تربت حیدریه | سهل‌آباد         | ۱۰۰۰           | ۳۵             | ۱۲           | ۷                   | ۳۵                  |
| جلوگیر         | بخش جلگه زاوه شهرستان تربت حیدریه | ریگان           | ۱۰۰۰           | ۳۵             | ۰            | ۳۰                  | ۳۵۰                 |
| جلیل‌آباد       | بخش بایگ شهرستان تربت حیدریه      | فدیهه           | ۲۰۰            | ۱۰             | ۴            | ۱۰                  | ۲۰                  |
| جمرود          | بخش جلگه زاوه شهرستان تربت حیدریه | کاریزگلی        | ۱۵۰۰           | ۱۵             | ۲۰           | ۲۵                  | ۳۵                  |
| جنگلی          | بخش جلگه‌رخ شهرستان تربت حیدریه    | خرم             | ۱۲۰            | ۸              | ۱۵           | ۵                   | ۲۰                  |
| جهان‌آباد       | بخش جلگه زاوه شهرستان تربت حیدریه | چخماق           | ۱۵۰۰           | ۳۴             | ۱۲           | ۱۰                  | ۲۴                  |
| جهان‌آباد       | بخش جلگه‌رخ شهرستان تربت حیدریه    | اقداش           | ۳۰۰            | ۸              | ۱۲           | ۵                   | ۸                   |
| جوادیه         | بخش جلگه زاوه شهرستان تربت حیدریه | جلگه زاوه       | ۱۲۰۰           | ۴۳             | ۲۰           | ۲۵                  | ۶۵                  |
| جوادیه         | بخش جلگه‌رخ شهرستان تربت حیدریه    | جوادیه          | ۹۰۰۰           | ۱۰۰            | ۹۰           | ۴۵                  | ۱۴۰                 |
| جوزبر          | بخش بایگ شهرستان تربت حیدریه      | بایگ            | ۴۰۰            | ۹              | ۱۵           | ۱۲                  | ۲۰                  |
| جوسرخ          | بخش مرکزی شهرستان تربت حیدریه     | کامه سفلی       | ۲۰۰            | ۱۳             | ۱۸           | ۲۰                  | ۴۰                  |
| حاج بیگی       | بخش جلگه‌رخ شهرستان تربت حیدریه    | حاج بیگی        | ۲۵۰            | ۲۰             | ۴            | ۵                   | ۲۰۰                 |
| حاج مسکن       | بخش جلگه‌رخ شهرستان تربت حیدریه    | نسر             | ۴۰۰            | ۱۲             | ۸            | ۱۲                  | ۱۸                  |
| حاجی سفلی      | بخش بایگ شهرستان تربت حیدریه      | سرخ‌آباد         | ۱۵۰            | ۵              | ۵            | ۱۰                  | ۲                   |
| حاجی علیا      | بخش بایگ شهرستان تربت حیدریه      | سرخ‌آباد         | ۵۰             | ۲              | ۳            | ۵                   | ۱                   |
| حاجی یار       | بخش مرکزی شهرستان تربت حیدریه     | حاجی یار        | ۷۵۰            | ۳۵             | ۱۵           | ۱۵                  | ۴۵                  |
| حسنی           | بخش مرکزی شهرستان تربت حیدریه     | حسنی            | ۸۰۰۰           | ۲۵۰            | ۴۰           | ۲۰                  | ۶۰                  |
| حسن‌آباد        | بخش جلگه زاوه شهرستان تربت حیدریه | قلعه آقاحسن     | ۴۵۰۰           | ۱۱۵            | ۱۵           | ۵۰                  | ۱۲۴                 |
| حسن‌آباد        | بخش مرکزی شهرستان تربت حیدریه     | خرق             | ۲۰۰۰           | ۸۵             | ۵            | ۲۰                  | ۱۴۰                 |
| حسن‌آباد        | بخش جلگه زاوه شهرستان تربت حیدریه | حسن‌آباد         | ۳۰۰            | ۱۰             | ۱۵           | ۱۲                  | ۲۵                  |
| حسین آقا       | بخش کدکن شهرستان تربت حیدریه      | ترقی            | ۲۵۰            | ۹              | ۶            | ۶                   | ۸                   |
| حسین‌آباد       | بخش جلگه زاوه شهرستان تربت حیدریه | چخماق           | ۵۲۰            | ۱۲             | ۱۰           | ۱۴                  | ۱۲۰                 |
| حسین‌آباد       | بخش جلگه‌رخ شهرستان تربت حیدریه    | گرماب           | ۱۲۰۰           | ۳۷             | ۱۲           | ۱۲                  | ۲۰                  |
| حسین‌آباد       | بخش جلگه‌رخ شهرستان تربت حیدریه    | رودخانه         | ۷۰۰            | ۱۸             | ۲۰           | ۱۰                  | ۸                   |
| حسین‌آباد       | بخش بایگ شهرستان تربت حیدریه      | فدیهه           | ۶۰             | ۷              | ۵            | ۱۲                  | ۷                   |
| حصار           | بخش بایگ شهرستان تربت حیدریه      | سرخ‌آباد         | ۲۰۰۰           | ۲۴             | ۱۵           | ۴۰                  | ۶۰                  |
| حصارجلال       | بخش جلگه‌رخ شهرستان تربت حیدریه    | حصارجلال        | ۴۲۰۰           | ۱۲۵            | ۱۸           | ۴۵                  | ۱۰۰                 |
| حصارک          | بخش کدکن شهرستان تربت حیدریه      | کدکن            | ۲۵۰۰           | ۴۰             | ۳۵           | ۳۰                  | ۵۰                  |
| حصاریزدان      | بخش جلگه‌رخ شهرستان تربت حیدریه    | حصاریزدان       | ۳۵۰۰           | ۹۸             | ۱۶           | ۱۰                  | ۴۵                  |
| حلبان‌آباد      | بخش جلگه‌رخ شهرستان تربت حیدریه    | اقداش           | ۱۵۰۰           | ۵۰             | ۱۵           | ۵                   | ۶                   |
| حلوایی         | بخش بایگ شهرستان تربت حیدریه      | گشن             | ۱۵۰            | ۹              | ۵            | ۱۰                  | ۱۲                  |
| حکر            | بخش جلگه زاوه شهرستان تربت حیدریه | سنایی           | ۵۰۰            | ۱۵             | ۱۴           | ۱۵                  | ۲۰                  |
| خاکشور         | بخش بایگ شهرستان تربت حیدریه      | رزگ             | ۲۰۰            | ۷              | ۴            | ۱۰                  | ۵                   |
| خدابنده        | بخش مرکزی شهرستان تربت حیدریه     | خدابنده         | ۱۲۰۰           | ۵۵             | ۱۲           | ۸                   | ۲۴                  |
| خدافرید        | بخش جلگه‌رخ شهرستان تربت حیدریه    | یک سنگی         | ۱۵۰۰           | ۵۰             | ۱۲           | ۵                   | ۲۰                  |
| خربیگم         | بخش مرکزی شهرستان تربت حیدریه     | صنوبر           | ۱۵۰            | ۷              | ۷            | ۵                   | ۱۵                  |
| خرتوت          | بخش کدکن شهرستان تربت حیدریه      | برس             | ۱۰۰۰           | ۱۵             | ۲۰           | ۱۵                  | ۵                   |
| خرق            | بخش مرکزی شهرستان تربت حیدریه     | خرق             | ۴۰۰۰           | ۰              | ۱۲           | ۱۵                  | ۱۶۰                 |
| خرقان          | بخش جلگه‌رخ شهرستان تربت حیدریه    | رودخانه         | ۱۲۵۰           | ۳۴             | ۱۰           | ۲۰                  | ۱۶۰                 |
| خرم            | بخش جلگه‌رخ شهرستان تربت حیدریه    | خرم             | ۴۰۰            | ۳۰             | ۲۰           | ۱۵                  | ۲۹                  |
| خلطی در        | بخش بایگ شهرستان تربت حیدریه      | بایگ            | ۱۰۰۰           | ۱۰             | ۲۰           | ۴                   | ۳                   |
| خماری          | بخش جلگه‌رخ شهرستان تربت حیدریه    | خماری           | ۴۵۰            | ۱۲             | ۱۰           | ۱۰                  | ۱۶                  |
| خورشانه وسطی   | بخش جلگه زاوه شهرستان تربت حیدریه | چخماق           | ۲۰۰۰           | ۵۰             | ۱۴           | ۱۰                  | ۴۰                  |
| خوشهوا         | بخش کدکن شهرستان تربت حیدریه      | کدکن            | ۱۰۰۰           | ۱۰             | ۷            | ۳۰                  | ۷۰                  |
| داش خانه       | بخش بایگ شهرستان تربت حیدریه      | فهندر           | ۲۰۰۰           | ۵۰             | ۲۵           | ۸                   | ۳۰                  |
| دامسک          | بخش مرکزی شهرستان تربت حیدریه     | دامسک           | ۵۰۰            | ۲۵             | ۰            | ۲۰                  | ۷۰                  |
| دامسک          | بخش مرکزی شهرستان تربت حیدریه     | دامسک           | ۷۰۰            | ۲۴             | ۱۲           | ۱۵                  | ۲۵                  |
| داوریه         | بخش جلگه‌رخ شهرستان تربت حیدریه    | داوریه          | ۸۰۰            | ۱۸             | ۱۲           | ۱۰                  | ۱۵                  |
| دربنای         | بخش بایگ شهرستان تربت حیدریه      | بایگ            | ۴۰۰            | ۱۰             | ۱۵           | ۲۰                  | ۲۰                  |
| دربند          | بخش جلگه‌رخ شهرستان تربت حیدریه    | یک لنگی         | ۲۵۰۰           | ۹۰             | ۱۴           | ۵                   | ۳۰                  |
| دربند          | بخش جلگه‌رخ شهرستان تربت حیدریه    | نوزه            | ۲۵۰            | ۸              | ۴            | ۶                   | ۶                   |
| درخت بید       | بخش کدکن شهرستان تربت حیدریه      | ترقی            | ۳۵             | ۳              | ۷            | ۱۰                  | ۳                   |
| درخت توت       | بخش بایگ شهرستان تربت حیدریه      | فدیهه           | ۱۰۰            | ۵              | ۳            | ۵                   | ۶                   |
| درخت جوز       | بخش بایگ شهرستان تربت حیدریه      | رزگ             | ۵۰             | ۵              | ۳            | ۵                   | ۳                   |
| درخت سنجد      | بخش جلگه‌رخ شهرستان تربت حیدریه    | درخت سنجد       | ۱۱۰۰           | ۳۸             | ۱۴           | ۱۵                  | ۲۵                  |
| درخت نجف       | بخش کدکن شهرستان تربت حیدریه      | پنگی            | ۱۵۰            | ۸              | ۸            | ۵                   | ۳                   |
| درخت گوجه      | بخش بایگ شهرستان تربت حیدریه      | بایگ            | ۷۰             | ۴              | ۷            | ۱                   | ۱                   |
| درویش‌آباد      | بخش کدکن شهرستان تربت حیدریه      | دافی            | ۱۰۰            | ۴              | ۵            | ۱۰                  | ۱۲                  |
| دشت بادام      | بخش مرکزی شهرستان تربت حیدریه     | کامه سفلی       | ۲۰۰            | ۱۵             | ۲۰           | ۲۵                  | ۶۰                  |
| دشت بادام      | بخش مرکزی شهرستان تربت حیدریه     | کامه سفلی       | ۲۰۰            | ۱۵             | ۱۵           | ۲۰                  | ۴۵                  |
| دلدار          | بخش جلگه زاوه شهرستان تربت حیدریه | میرپسند         | ۹۰۰            | ۲۷             | ۱۲           | ۲۰                  | ۲۰                  |
| دلدار          | بخش جلگه زاوه شهرستان تربت حیدریه | میرپسند         | ۸۰۰            | ۲۲             | ۱۴           | ۱۵                  | ۴۰                  |
| ده غرب         | بخش جلگه‌رخ شهرستان تربت حیدریه    | درخت سنجد       | ۸۵۰            | ۲۵             | ۱۶           | ۱۲                  | ۱۴                  |
| ده پایین       | بخش مرکزی شهرستان تربت حیدریه     | ده پایین        | ۳۰۰۰           | ۳۵             | ۴۵           | ۱۰                  | ۳۰                  |
| دهمنار         | بخش جلگه‌رخ شهرستان تربت حیدریه    | دهمنار          | ۳۰۰۰           | ۶۰             | ۸۰           | ۲۰                  | ۳۷                  |
| دهنه غار       | بخش مرکزی شهرستان تربت حیدریه     | دهنه غار        | ۳۰۰            | ۲۵             | ۱۰           | ۱۵                  | ۴۵                  |
| دهنو           | بخش مرکزی شهرستان تربت حیدریه     | ده پایین        | ۴۵۰۰           | ۱۱۰            | ۶۰           | ۲۰                  | ۶۰                  |
| دهنو           | بخش جلگه زاوه شهرستان تربت حیدریه | گوجی            | ۱۲۰۰           | ۲۰             | ۱۰           | ۵                   | ۴۵                  |
| دهنو           | بخش بایگ شهرستان تربت حیدریه      | رود معجن        | ۴۰۰            | ۱۵             | ۸            | ۸                   | ۳۰                  |
| دهنو           | بخش جلگه زاوه شهرستان تربت حیدریه | چخماق           | ۳۰۰۰           | ۶۰             | ۴۰           | ۳۰                  | ۵۵                  |
| دهنواسفیوخ     | بخش مرکزی شهرستان تربت حیدریه     | اسفیوخ          | ۱۰۰۰           | ۲۵             | ۱۵           | ۱۰                  | ۳۰                  |
| دهنومرکزی      | بخش مرکزی شهرستان تربت حیدریه     | دهنومرکزی       | ۱۵۰۰           | ۴۲             | ۲۵           | ۲۰                  | ۶۰                  |
| دوزدائی        | بخش مرکزی شهرستان تربت حیدریه     | ضیا’ الدین      | ۱۵۰۰           | ۵۲             | ۲۰           | ۱۵                  | ۴۵                  |
| دوشابک         | بخش جلگه‌رخ شهرستان تربت حیدریه    | خرم             | ۱۵۰            | ۸              | ۱۵           | ۴                   | ۷۰                  |
| دوغشک          | بخش مرکزی شهرستان تربت حیدریه     | دوغشک           | ۷۰۰۰           | ۱۲۵            | ۱۰۷          | ۳۰                  | ۲۵۰                 |
| دولانه         | بخش جلگه زاوه شهرستان تربت حیدریه | دولانه          | ۱۲۰۰           | ۳۵             | ۱۸           | ۴۰                  | ۷۰                  |
| دول‌آباد        | بخش مرکزی شهرستان تربت حیدریه     | دول‌آباد         | ۴۰۰            | ۱۰             | ۱۵           | ۱۰                  | ۳۰                  |
| دول‌آباد        | بخش جلگه‌رخ شهرستان تربت حیدریه    | غنچی            | ۷۰۰            | ۱۸             | ۲۸           | ۲۰                  | ۱۲                  |
| دیزقند         | بخش مرکزی شهرستان تربت حیدریه     | دیزقند          | ۱۸۰۰           | ۱۱۰            | ۴۰           | ۴۰                  | ۱۲۰                 |
| راستانک        | بخش بایگ شهرستان تربت حیدریه      | حصار            | ۲۰۰            | ۶              | ۳۰           | ۲۵                  | ۴۰                  |
| راه دره        | بخش بایگ شهرستان تربت حیدریه      | بسک             | ۳۰۰            | ۱۰             | ۱۰           | ۵                   | ۱۰                  |
| رباط           | بخش جلگه زاوه شهرستان تربت حیدریه | چخماق           | ۲۳۰۰           | ۶۷             | ۹            | ۲۰                  | ۸۰                  |
| رباط سفلی      | بخش مرکزی شهرستان تربت حیدریه     | رباط سفلی       | ۴۰۰۰           | ۷۰             | ۱۵           | ۲۰                  | ۸۰                  |
| رباط سنگ       | بخش جلگه‌رخ شهرستان تربت حیدریه    | رباط سنگ        | ۴۰۰۰           | ۵۰             | ۵۰           | ۲۰                  | ۲۵                  |
| رزگ            | بخش بایگ شهرستان تربت حیدریه      | رزگ             | ۶۰۰            | ۲۰             | ۱۵           | ۱۲                  | ۲۵                  |
| رقیچه          | بخش جلگه‌رخ شهرستان تربت حیدریه    | رقیچه           | ۸۰۰            | ۲۲             | ۱۲           | ۱۲                  | ۲۰                  |
| روح‌آباد        | بخش مرکزی شهرستان تربت حیدریه     | عباس‌آباد        | ۳۵۰            | ۱۲             | ۱۲           | ۳                   | ۹                   |
| روسی           | بخش بایگ شهرستان تربت حیدریه      | بایگ            | ۱۵۰۰           | ۴۵             | ۱۵           | ۱۰۰                 | ۳۴۰                 |
| ریوند          | بخش جلگه زاوه شهرستان تربت حیدریه | قلعه نی         | ۲۴۰۰           | ۵۷             | ۱۸           | ۱۵                  | ۵۷                  |
| ریگان          | بخش جلگه زاوه شهرستان تربت حیدریه | ریگان           | ۵۰۰            | ۱۹             | ۱۵           | ۱۵                  | ۲۵                  |
| زاهدی          | بخش بایگ شهرستان تربت حیدریه      | گشن             | ۲۵             | ۲              | ۵            | ۴                   | ۲                   |
| زروند          | بخش کدکن شهرستان تربت حیدریه      | کدکن            | ۱۲۰۰           | ۳۲             | ۲۴           | ۴۰                  | ۶۰                  |
| زمان‌آباد       | بخش بایگ شهرستان تربت حیدریه      | حصار            | ۲۰۰۰           | ۲۰             | ۱۲           | ۱۵                  | ۳۰                  |
| زمان‌آباد       | بخش جلگه‌رخ شهرستان تربت حیدریه    | سربالا          | ۷۰             | ۵              | ۵            | ۷                   | ۲۰                  |
| زواخته         | بخش مرکزی شهرستان تربت حیدریه     | صنوبر           | ۵۰۰            | ۲۲             | ۴            | ۵                   | ۱۵                  |
| زیادی          | بخش بایگ شهرستان تربت حیدریه      | بایگ            | ۴۰۰            | ۲۵             | ۱۵           | ۱۰                  | ۱۲                  |
| زیارت          | بخش بایگ شهرستان تربت حیدریه      | سرخ‌آباد         | ۳۰             | ۳              | ۴            | ۸                   | ۲                   |
| زیرقلعه        | بخش مرکزی شهرستان تربت حیدریه     | کسکک            | ۳۵۰            | ۱۰             | ۱۰           | ۱۲                  | ۳۶                  |
| زیرکک          | بخش جلگه‌رخ شهرستان تربت حیدریه    | خرم             | ۱۰۰۰           | ۲۰             | ۴۰           | ۷                   | ۱۳                  |
| زینک           | بخش بایگ شهرستان تربت حیدریه      | رزگ             | ۱۰۰            | ۵              | ۶            | ۵                   | ۱۲                  |
| سازقمه         | بخش جلگه زاوه شهرستان تربت حیدریه | سهل‌آباد         | ۵۰۰            | ۱۲             | ۹            | ۲۵                  | ۲۵                  |
| سبریق          | بخش بایگ شهرستان تربت حیدریه      | بسک             | ۵۰۰            | ۲۰             | ۲۰           | ۲۰                  | ۲۰۰                 |
| سبزاباد        | بخش مرکزی شهرستان تربت حیدریه     | بکاول           | ۱۵۰            | ۴              | ۵            | ۱۵                  | ۴۵                  |
| سبزه زاریزرگ   | بخش جلگه زاوه شهرستان تربت حیدریه | مرغزار          | ۴۲۰            | ۱۴             | ۱۰           | ۲۰                  | ۸۰                  |
| سراج سفلی      | بخش جلگه‌رخ شهرستان تربت حیدریه    | خرم             | ۳۰۰            | ۲۰             | ۲۰           | ۵                   | ۱۰                  |
| سراج علیا      | بخش جلگه‌رخ شهرستان تربت حیدریه    | خرم             | ۳۰۰            | ۲۰             | ۲۰           | ۱۳                  | ۸                   |
| سرباغ          | بخش بایگ شهرستان تربت حیدریه      | حصار            | ۲۰۰            | ۱۵             | ۵۰           | ۳۰                  | ۳۰                  |
| سرخ نابه       | بخش بایگ شهرستان تربت حیدریه      | بایگ            | ۵۰۰            | ۱۲             | ۱۲           | ۴                   | ۴                   |
| سرخی           | بخش جلگه زاوه شهرستان تربت حیدریه | سرخی            | ۱۵۰۰           | ۳۲             | ۱۴           | ۱۵                  | ۳۵                  |
| سرخی           | بخش جلگه زاوه شهرستان تربت حیدریه | مرغزار          | ۳۸۰            | ۱۲             | ۱۱           | ۱۵                  | ۶۰                  |
| سرخ‌آباد        | بخش جلگه‌رخ شهرستان تربت حیدریه    | نسر             | ۴۰۰            | ۱۲             | ۸            | ۱۵                  | ۲۵                  |
| سرسره          | بخش جلگه زاوه شهرستان تربت حیدریه | مرغزار          | ۲۷۰            | ۸              | ۱۲           | ۱۶                  | ۵۰                  |
| سرهنگ          | بخش جلگه‌رخ شهرستان تربت حیدریه    | سرهنگ           | ۱۴۰۰           | ۴۸             | ۱۲           | ۱۵                  | ۳۰                  |
| سرکاریز        | بخش مرکزی شهرستان تربت حیدریه     | سرکاریز         | ۲۰۰۰           | ۷۵             | ۶۰           | ۲۰                  | ۴۵                  |
| سرکاریز        | بخش جلگه زاوه شهرستان تربت حیدریه | مرغزار          | ۴۰۰۰           | ۸۴             | ۳۰           | ۶۰                  | ۲۰۰                 |
| سرگلون         | بخش جلگه زاوه شهرستان تربت حیدریه | سرگلون          | ۹۲۰            | ۳۴             | ۱۲           | ۲۰                  | ۲۰                  |
| سریشا          | بخش مرکزی شهرستان تربت حیدریه     | سریشا           | ۱۵۰            | ۴              | ۴            | ۲۵                  | ۷۵                  |
| سقیدر          | بخش بایگ شهرستان تربت حیدریه      | بایگ            | ۱۲۰            | ۷              | ۶            | ۱                   | ۴                   |
| سلطان‌آباد      | بخش جلگه زاوه شهرستان تربت حیدریه | مرغزار          | ۱۵۰۰           | ۳۲             | ۲۵           | ۳۰                  | ۱۰۰                 |
| سنجدبور        | بخش مرکزی شهرستان تربت حیدریه     | سنجدبور         | ۱۵۰            | ۴              | ۵            | ۱۵                  | ۴۵                  |
| سنجدک          | بخش جلگه زاوه شهرستان تربت حیدریه | ژرف             | ۱۰۰۰           | ۳۲             | ۱۵           | ۱۰                  | ۴۰                  |
| سنکوب          | بخش بایگ شهرستان تربت حیدریه      | گشن             | ۱۵۰            | ۱۲             | ۶            | ۸                   | ۱۰                  |
| سه بیگی        | بخش بایگ شهرستان تربت حیدریه      | بایگ            | ۲۰۰۰           | ۵۰             | ۲۰           | ۵۰                  | ۹۰                  |
| سهل‌آباد ک      | بخش جلگه زاوه شهرستان تربت حیدریه | چاقه            | ۱۲۰۰           | ۴۲             | ۲۵           | ۲۵                  | ۵۴                  |
| سوری           | بخش بایگ شهرستان تربت حیدریه      | بایگ            | ۱۵۰۰           | ۴۵             | ۱۸           | ۳۵                  | ۸۰                  |
| سوسن زاری      | بخش مرکزی شهرستان تربت حیدریه     | کاج درخت        | ۳۵۰            | ۲۵             | ۸            | ۶                   | ۱۸                  |
| سیاه سنگ       | بخش مرکزی شهرستان تربت حیدریه     | سیوکی           | ۱۰۰۰           | ۲۰۰            | ۱۶           | ۷۰                  | ۱۲۰                 |
| سیاه چوبی      | بخش جلگه زاوه شهرستان تربت حیدریه | ژرف             | ۱۶۰۰           | ۵۰             | ۲۰           | ۲۵                  | ۶۵                  |
| سیدآباد        | بخش کدکن شهرستان تربت حیدریه      | کدکن            | ۱۵۰۰           | ۳۰             | ۳۵           | ۳۰                  | ۳۰                  |
| سیرزار         | بخش جلگه‌رخ شهرستان تربت حیدریه    | سیرزار          | ۲۵۰            | ۹              | ۷            | ۱۲                  | ۱۵                  |
| سیچ آب         | بخش مرکزی شهرستان تربت حیدریه     | سنجدبور         | ۲۰۰            | ۶              | ۵            | ۲۰                  | ۶۰                  |
| شاداب          | بخش جلگه‌رخ شهرستان تربت حیدریه    | شاداب           | ۷۰۰            | ۲۰             | ۸            | ۴                   | ۵۰                  |
| شادرود         | بخش جلگه‌رخ شهرستان تربت حیدریه    | نسر             | ۱۰۰            | ۶              | ۳            | ۱۵                  | ۶                   |
| شادکن          | بخش جلگه زاوه شهرستان تربت حیدریه | ساق             | ۱۲۰۰           | ۴۰             | ۲۰           | ۳۰                  | ۶۰                  |
| شاه پی         | بخش مرکزی شهرستان تربت حیدریه     | بوری‌آباد        | ۲۰۰۰           | ۴۵             | ۳۰           | ۲۵                  | ۷۵                  |
| شاهسوند        | بخش جلگه زاوه شهرستان تربت حیدریه | میرپسند         | ۱۰۸۰           | ۳۲             | ۱۵           | ۲۵                  | ۵۶                  |
| شاهین          | بخش جلگه زاوه شهرستان تربت حیدریه | شاهین           | ۲۰۰۰           | ۵۰             | ۵۰           | ۴۰                  | ۱۵                  |
| شراب علیا      | بخش بایگ شهرستان تربت حیدریه      | سرخ‌آباد         | ۵۰             | ۲              | ۴            | ۵                   | ۱                   |
| شش آب          | بخش جلگه‌رخ شهرستان تربت حیدریه    | رودخانه         | ۵۰۰            | ۱۰             | ۲۰           | ۱۵                  | ۴۰                  |
| شفابک          | بخش جلگه‌رخ شهرستان تربت حیدریه    | خرم             | ۱۰۰۰           | ۳۵             | ۲۵           | ۸                   | ۴۰                  |
| شفیع           | بخش جلگه زاوه شهرستان تربت حیدریه | قلعه آقاحسن     | ۵۰۰            | ۱۵             | ۱۴           | ۱۵                  | ۱۰۰                 |
| شهوار          | بخش جلگه زاوه شهرستان تربت حیدریه | شهوار           | ۲۴۰۰           | ۷۰             | ۹            | ۱۵                  | ۲۵                  |
| شور بیگ        | بخش جلگه‌رخ شهرستان تربت حیدریه    | شور بیگ         | ۲۰۰۰           | ۴۰             | ۹۰           | ۳                   | ۵                   |
| شور حصار       | بخش جلگه‌رخ شهرستان تربت حیدریه    | شور حصار        | ۱۵۰۰           | ۵۵             | ۱۸           | ۲۵                  | ۱۰۰                 |
| شور حصار       | بخش جلگه‌رخ شهرستان تربت حیدریه    | شورحصار         | ۱۵۰۰           | ۳۲             | ۲۰           | ۲۵                  | ۴۵                  |
| شوراب          | بخش جلگه زاوه شهرستان تربت حیدریه | شهوار           | ۲۰۰            | ۴              | ۲            | ۱۰                  | ۱۵                  |
| شوراب          | بخش جلگه زاوه شهرستان تربت حیدریه | شوراب           | ۸۰۰            | ۲۰             | ۱۲           | ۱۵                  | ۲۵                  |
| شوراب علیا     | بخش جلگه زاوه شهرستان تربت حیدریه | سهل‌آباد         | ۵۰۰            | ۱۳             | ۶            | ۲۰                  | ۱۵۰                 |
| شیبانی         | بخش مرکزی شهرستان تربت حیدریه     | قوزان           | ۳۵۰۰           | ۲۵             | ۶            | ۷                   | ۱۵                  |
| شیخ ابوالقاس   | بخش بایگ شهرستان تربت حیدریه      | سرخ‌آباد         | ۳۰             | ۳              | ۴            | ۵                   | ۱                   |
| شیخ ابوالقاسم  | بخش بایگ شهرستان تربت حیدریه      | بایگ            | ۱۰۰            | ۴              | ۱۵           | ۶                   | ۱۵                  |
| شیرآباد        | بخش بایگ شهرستان تربت حیدریه      | رزگ             | ۵۰۰            | ۱۲             | ۱۲           | ۵                   | ۶                   |
| شیرخون         | بخش جلگه زاوه شهرستان تربت حیدریه | شیرخون          | ۱۵۰۰           | ۴۳             | ۱۵           | ۳۰                  | ۵۶                  |
| شیله گشاد      | بخش جلگه‌رخ شهرستان تربت حیدریه    | شیله گشاد       | ۷۵۰            | ۱۹             | ۱۲           | ۴                   | ۶                   |
| صابرآباد       | بخش جلگه‌رخ شهرستان تربت حیدریه    | عسگرد           | ۹۰۰            | ۲۹             | ۱۲           | ۱۲                  | ۹                   |
| صالح‌آباد       | بخش بایگ شهرستان تربت حیدریه      | بایگ            | ۲۰۰            | ۸              | ۱۰           | ۳۰                  | ۶۰                  |
| صعوه           | بخش مرکزی شهرستان تربت حیدریه     | صعوه            | ۳۰۰۰           | ۱۰۰            | ۲۰           | ۸                   | ۲۴                  |
| صنوبر          | بخش مرکزی شهرستان تربت حیدریه     | صنوبر           | ۷۰۰            | ۳۲             | ۱۲           | ۲۰                  | ۶۰                  |
| صومعه          | بخش مرکزی شهرستان تربت حیدریه     | صومعه           | ۳۰۰۰           | ۵۵             | ۳۰           | ۱۵                  | ۴۵                  |
| ضیا’ الدین     | بخش مرکزی شهرستان تربت حیدریه     | ضیا’ الدین      | ۵۰۰۰           | ۱۲۰            | ۷۰           | ۴۰                  | ۱۲۰                 |
| طاقندی         | بخش بایگ شهرستان تربت حیدریه      | بایگ            | ۱۰۰            | ۴              | ۵            | ۱۰                  | ۷                   |
| عباس‌آباد       | بخش جلگه زاوه شهرستان تربت حیدریه | مرغزار          | ۶۰۰            | ۱۰             | ۱۰           | ۱۲                  | ۸۰                  |
| عباس‌آباد       | بخش مرکزی شهرستان تربت حیدریه     | عباس‌آباد        | ۲۰۰۰           | ۳۰             | ۲۵           | ۲۰                  | ۶۰                  |
| عبدآباد        | بخش جلگه‌رخ شهرستان تربت حیدریه    | عبدآباد         | ۷۰۰۰           | ۱۴۰            | ۱۰           | ۱۰                  | ۱۲                  |
| عبدالکریمی     | بخش بایگ شهرستان تربت حیدریه      | بایگ            | ۲۰۰            | ۱              | ۳            | ۲                   | ۴                   |
| عبیدالهی       | بخش بایگ شهرستان تربت حیدریه      | بسک             | ۲۰۰            | ۲۰             | ۶            | ۵                   | ۱۰۰                 |
| عجلانی         | بخش بایگ شهرستان تربت حیدریه      | بایگ            | ۵۰             | ۳              | ۶            | ۶                   | ۳                   |
| عقبرک اولنگ    | بخش کدکن شهرستان تربت حیدریه      | اسفیز           | ۳۵۰            | ۱۳             | ۹            | ۵                   | ۱۵                  |
| علاقه          | بخش جلگه‌رخ شهرستان تربت حیدریه    | علاقه           | ۱۷۰۰           | ۴۸             | ۱۸           | ۲۰                  | ۲۸                  |
| علیا           | بخش جلگه‌رخ شهرستان تربت حیدریه    | یک لنگی         | ۲۰۰۰           | ۶۵             | ۱۲           | ۱۰                  | ۳۵                  |
| علییک          | بخش جلگه زاوه شهرستان تربت حیدریه | علییک           | ۳۰۰۰           | ۷۸             | ۳۰           | ۳۰                  | ۲۰۰                 |
| علی‌آباد        | بخش مرکزی شهرستان تربت حیدریه     | جعفرآباد        | ۲۰۰۰           | ۶۷             | ۲۰           | ۱۵                  | ۴۵                  |
| علی‌آباد        | بخش مرکزی شهرستان تربت حیدریه     | قوزان           | ۱۲۰            | ۶              | ۵            | ۱۰                  | ۱۲                  |
| عماادیه علیا   | بخش جلگه‌رخ شهرستان تربت حیدریه    | عمادیه          | ۸۵۰            | ۲۰             | ۲۵           | ۵                   | ۵                   |
| عمادیه سفلی    | بخش جلگه‌رخ شهرستان تربت حیدریه    | عمادیه          | ۷۴۰            | ۲۰             | ۲۵           | ۵                   | ۱۰                  |
| عمو شفیع       | بخش بایگ شهرستان تربت حیدریه      | بایگ            | ۱۰۰            | ۷              | ۶            | ۱                   | ۵                   |
| عنبرسرا        | بخش جلگه زاوه شهرستان تربت حیدریه | عنبرسرا         | ۱۲۵۰           | ۴۵             | ۴۰           | ۶۰                  | ۲۵۰                 |
| فرزق           | بخش مرکزی شهرستان تربت حیدریه     | فرزق            | ۳۵۰۰           | ۲۵۰            | ۹۰           | ۶۰                  | ۲۰۰                 |
| فهندر          | بخش بایگ شهرستان تربت حیدریه      | فهندر           | ۳۰۰۰           | ۲۰۰            | ۳۸           | ۳۰                  | ۱۰۰                 |
| فیروز‌آباد      | بخش جلگه زاوه شهرستان تربت حیدریه | فیروز‌آباد       | ۳۵۰۰           | ۷۵             | ۲۷           | ۲۵                  | ۵۵                  |
| قارون‌آباد      | بخش کدکن شهرستان تربت حیدریه      | برس             | ۱۷۰۰           | ۱۷             | ۱۶           | ۱۰                  | ۲                   |
| قاسم‌آباد       | بخش بایگ شهرستان تربت حیدریه      | حصار            | ۱۰۰۰           | ۵              | ۱۰           | ۲۵                  | ۲۰                  |
| قاسم‌آباد       | بخش جلگه‌رخ شهرستان تربت حیدریه    | خرم             | ۱۰۰۰           | ۲۰             | ۴۵           | ۵                   | ۲۰                  |
| قجاق           | بخش جلگه‌رخ شهرستان تربت حیدریه    | قجاق            | ۱۰۰۰           | ۱۰             | ۳۵           | ۲۵                  | ۴۰                  |
| قدل            | بخش جلگه زاوه شهرستان تربت حیدریه | پطرو            | ۸۰۰            | ۳۰             | ۱۲           | ۳۵                  | ۵۸                  |
| قره دیکان      | بخش بایگ شهرستان تربت حیدریه      | فدیهه           | ۵۰۰            | ۲۵             | ۱۵           | ۱۵                  | ۳۰                  |
| قصر            | بخش کدکن شهرستان تربت حیدریه      | کته تلخ         | ۸۰۰            | ۵۰             | ۱۵           | ۱۰                  | ۲۵                  |
| قلعه ترقی      | بخش کدکن شهرستان تربت حیدریه      | ترقی            | ۱۵۰            | ۷              | ۸            | ۲۰                  | ۴                   |
| قلعه نو        | بخش جلگه‌رخ شهرستان تربت حیدریه    | قلعه نو         | ۱۲۰۰           | ۳۵             | ۱۷           | ۳۰                  | ۳۰                  |
| قلعه نو        | بخش مرکزی شهرستان تربت حیدریه     | کامه سفلی       | ۳۵۰            | ۱۵             | ۱۵           | ۲۵                  | ۷۵                  |
| قلعه نو        | بخش مرکزی شهرستان تربت حیدریه     | قلعه نو         | ۶۰۰۰           | ۲۲۵            | ۳۰           | ۳۵                  | ۲۰۰                 |
| قلعه نوعسکرزا  | بخش جلگه زاوه شهرستان تربت حیدریه | کاهیجه          | ۴۷۰۰           | ۱۶۰            | ۱۶           | ۳۰                  | ۴۵۰                 |
| قل‌آباد         | بخش جلگه زاوه شهرستان تربت حیدریه | ساق             | ۸۴۰            | ۲۸             | ۸            | ۱۰                  | ۱۳۰                 |
| قنات جدید      | بخش مرکزی شهرستان تربت حیدریه     | کامه علیا       | ۴۰۰            | ۱۰             | ۱۵           | ۲۵                  | ۳                   |
| قنات پائین     | بخش بایگ شهرستان تربت حیدریه      | فدیهه           | ۴۰۰            | ۱۶             | ۷            | ۲۰                  | ۲۰                  |
| قوزان          | بخش مرکزی شهرستان تربت حیدریه     | قوزان           | ۱۰۰۰           | ۵۵             | ۱۵           | ۱۵                  | ۱۰۰                 |
| قون قوزار      | بخش بایگ شهرستان تربت حیدریه      | گشن             | ۱۰۰            | ۱۰             | ۶            | ۱۵                  | ۲۰                  |
| قوچ کش         | بخش جلگه‌رخ شهرستان تربت حیدریه    | اقداش           | ۳۵۰            | ۱۵             | ۱۰           | ۸                   | ۱۲                  |
| قوچه           | بخش مرکزی شهرستان تربت حیدریه     | کامه علیا       | ۲۵۰            | ۱۰             | ۵            | ۱۵                  | ۴۵                  |
| محسن‌آباد       | بخش جلگه‌رخ شهرستان تربت حیدریه    | خرم             | ۳۰۰            | ۱۴             | ۱۵           | ۵                   | ۳                   |
| محمد بلند      | بخش جلگه‌رخ شهرستان تربت حیدریه    | خرم             | ۵۰۰            | ۱۵             | ۳۰           | ۵                   | ۷                   |
| محمدآباد       | بخش بایگ شهرستان تربت حیدریه      | بایگ            | ۱۰۰۰           | ۲۰             | ۱۲           | ۴                   | ۱۰                  |
| محمدآباد       | بخش جلگه زاوه شهرستان تربت حیدریه | محمدآباد        | ۲۵۰۰           | ۹۴             | ۲۵           | ۱۵                  | ۲۵                  |
| محمدآباد       | بخش جلگه زاوه شهرستان تربت حیدریه | سرگلون          | ۴۸۰            | ۱۴             | ۷            | ۲۰                  | ۱۵۰                 |
| محمدیه         | بخش مرکزی شهرستان تربت حیدریه     | منظر            | ۱۵۰۰           | ۳۰             | ۲۴           | ۱۵                  | ۸۰                  |
| محمودآباد      | بخش بایگ شهرستان تربت حیدریه      | خورش بر         | ۱۰۰            | ۸              | ۳            | ۲                   | ۴                   |
| محمودآباد      | بخش کدکن شهرستان تربت حیدریه      | کته تلخ         | ۳۰۰            | ۲۰             | ۱۲           | ۵                   | ۱۰                  |
| محمودآباد      | بخش جلگه‌رخ شهرستان تربت حیدریه    | سرهنگ           | ۱۲۰۰           | ۲۸             | ۱۰           | ۷                   | ۱۰                  |
| مختاری         | بخش جلگه‌رخ شهرستان تربت حیدریه    | مختاری          | ۵۰۰            | ۲۵             | ۱۰           | ۸                   | ۴۵                  |
| مرغزار         | بخش جلگه زاوه شهرستان تربت حیدریه | ساق             | ۱۴۰۰           | ۳۷             | ۱۵           | ۳۵                  | ۷۵                  |
| مرغزار کهنه    | بخش جلگه زاوه شهرستان تربت حیدریه | مرغزار          | ۲۰۰۰           | ۳۴             | ۳۰           | ۱۵                  | ۳۵                  |
| مرندیزی        | بخش بایگ شهرستان تربت حیدریه      | فهندر           | ۲۰۰۰           | ۴۰             | ۲۰           | ۱۵                  | ۲۰                  |
| مزار           | بخش جلگه‌رخ شهرستان تربت حیدریه    | سربالا          | ۵۰۰            | ۳۰             | ۱۵           | ۴                   | ۱۵                  |
| مزجرد          | بخش مرکزی شهرستان تربت حیدریه     | مزجرد           | ۱۵۰۰           | ۱۲۵            | ۱۲           | ۳۰                  | ۱۰۰                 |
| مستان سفلی     | بخش جلگه زاوه شهرستان تربت حیدریه | شیستان          | ۸۰۰            | ۳۰             | ۲۵           | ۳۰                  | ۴۵                  |
| مستان علیا     | بخش جلگه زاوه شهرستان تربت حیدریه | شیستان          | ۴۵۰            | ۱۵             | ۱۵           | ۲۵                  | ۳۰                  |
| مستی           | بخش بایگ شهرستان تربت حیدریه      | سرخ‌آباد         | ۳۰             | ۲              | ۵            | ۱۰                  | ۲                   |
| مشاور          | بخش مرکزی شهرستان تربت حیدریه     | کسکک            | ۲۰۰            | ۸              | ۵            | ۸                   | ۲۴                  |
| مطهره          | بخش جلگه زاوه شهرستان تربت حیدریه | شیستان          | ۳۱۵            | ۱۳             | ۱۲           | ۲۰                  | ۳۵                  |
| معدن           | بخش جلگه‌رخ شهرستان تربت حیدریه    | معدن            | ۳۵۰            | ۱۱             | ۶            | ۹                   | ۱۲                  |
| معصوم‌آباد      | بخش بایگ شهرستان تربت حیدریه      | سرخ‌آباد         | ۲۰             | ۲              | ۳            | ۵                   | ۱                   |
| ملاغلام        | بخش مرکزی شهرستان تربت حیدریه     | باغ میان        | ۸۵۰            | ۱۷             | ۲۰           | ۱۵                  | ۵۵                  |
| ملک پائین      | بخش مرکزی شهرستان تربت حیدریه     | کامه علیا       | ۶۰۰            | ۴۵             | ۷            | ۲۵                  | ۱۰۰                 |
| ملکی           | بخش مرکزی شهرستان تربت حیدریه     | ملکی            | ۴۰۰۰           | ۱۰۰            | ۲۷           | ۲۰                  | ۱۰۰                 |
| منصوریه        | بخش مرکزی شهرستان تربت حیدریه     | منصوریه         | ۶۰۰۰           | ۲۰۰            | ۱۹           | ۲۰                  | ۲۰                  |
| منصوریه        | بخش جلگه‌رخ شهرستان تربت حیدریه    | اسدیه           | ۷۰۰۰           | ۱۹۵            | ۱۸           | ۳۵                  | ۱۰۰                 |
| منصوریه        | بخش کدکن شهرستان تربت حیدریه      | کدکن            | ۲۰۰۰           | ۵۰             | ۱۵           | ۳۵                  | ۶۵                  |
| منظر           | بخش مرکزی شهرستان تربت حیدریه     | منظر            | ۲۰۰۰           | ۳۰             | ۳۰           | ۲۵                  | ۱۲۰                 |
| میاندره        | بخش کدکن شهرستان تربت حیدریه      | برس             | ۱۰۰۰           | ۱۵             | ۲۰           | ۱۰                  | ۶                   |
| میرزا بیگ      | بخش بایگ شهرستان تربت حیدریه      | بایگ            | ۴۰۰            | ۸              | ۱۰           | ۳۰                  | ۳۰                  |
| نارگشن سفلی    | بخش بایگ شهرستان تربت حیدریه      | بایگ            | ۵۰             | ۳              | ۶            | ۱                   | ۱                   |
| نارگشن علیا    | بخش بایگ شهرستان تربت حیدریه      | بایگ            | ۷۵             | ۶              | ۶            | ۲                   | ۳                   |
| ناری           | بخش جلگه زاوه شهرستان تربت حیدریه | شاهین           | ۵۵۰            | ۱۵             | ۱۰           | ۱۵                  | ۱۰۰                 |
| ناگهان         | بخش جلگه زاوه شهرستان تربت حیدریه | شاهین           | ۲۰۰۰           | ۹۰             | ۴۰           | ۴۰                  | ۱۵۰                 |
| نذری           | بخش بایگ شهرستان تربت حیدریه      | فدیهه           | ۱۰۰            | ۵              | ۴            | ۳                   | ۲                   |
| نسرخورد        | بخش جلگه‌رخ شهرستان تربت حیدریه    | نسر             | ۴۰۰            | ۱۰             | ۷            | ۳۰                  | ۶۰                  |
| نصرآباد        | بخش جلگه‌رخ شهرستان تربت حیدریه    | قنچی            | ۵۵۰            | ۱۴             | ۱۱           | ۱۵                  | ۱۴                  |
| نصرت‌آباد       | بخش کدکن شهرستان تربت حیدریه      | نصرت‌آباد        | ۳۰۰۰           | ۶۰             | ۳۴           | ۲۵                  | ۲۰                  |
| نصیرآباد       | بخش جلگه زاوه شهرستان تربت حیدریه | نصیرآباد        | ۲۰۰۰           | ۱۱۵            | ۲۲           | ۳۰                  | ۴۵                  |
| نواساق         | بخش جلگه زاوه شهرستان تربت حیدریه | ساق             | ۷۰۰            | ۲۰             | ۱۲           | ۳۵                  | ۶۵                  |
| نوال           | بخش جلگه زاوه شهرستان تربت حیدریه | شاهین           | ۱۰۵۰           | ۳۴             | ۱۰           | ۴۰                  | ۴۵۰                 |
| نوبهار         | بخش مرکزی شهرستان تربت حیدریه     | نوبهار          | ۳۰۰۰           | ۷۶             | ۲۲           | ۳۵                  | ۳۵                  |
| نوبهار         | بخش جلگه‌رخ شهرستان تربت حیدریه    | چهاردرخت        | ۳۰۰            | ۱۰             | ۳۰           | ۱۰                  | ۲۰                  |
| نوبهار         | بخش کدکن شهرستان تربت حیدریه      | برس             | ۱۵۰۰           | ۲۵             | ۳۰           | ۵۰                  | ۷۵                  |
| نوبهار         | بخش بایگ شهرستان تربت حیدریه      | رزگ             | ۴۰             | ۵              | ۸            | ۵                   | ۳                   |
| نوراب          | بخش جلگه زاوه شهرستان تربت حیدریه | چخماق           | ۳۰۰۰           | ۹۴             | ۳۵           | ۴۸                  | ۳۴۰                 |
| نوری           | بخش جلگه‌رخ شهرستان تربت حیدریه    | نوری            | ۴۵۰            | ۱۲             | ۵            | ۲۵                  | ۴۰                  |
| نوزه           | بخش جلگه‌رخ شهرستان تربت حیدریه    | نوزه            | ۱۲۰۰           | ۳۶             | ۱۰           | ۱۰                  | ۲۰                  |
| نوغاب          | بخش مرکزی شهرستان تربت حیدریه     | نوغاب           | ۴۰۰۰           | ۸۰             | ۴۵           | ۳۰                  | ۲۰۰                 |
| نوغاب          | بخش کدکن شهرستان تربت حیدریه      | رقیچه           | ۵۰۰۰           | ۱۰۰            | ۳۵           | ۵                   | ۵                   |
| نی سبز         | بخش جلگه زاوه شهرستان تربت حیدریه | سرگلون          | ۴۰۰            | ۱۲             | ۸            | ۱۵                  | ۲۷۰                 |
| نیزاب          | بخش جلگه زاوه شهرستان تربت حیدریه | نیزاب           | ۸۰۰            | ۳۲             | ۲۰           | ۲۰                  | ۳۰                  |
| هاشم زاده      | بخش بایگ شهرستان تربت حیدریه      | بایگ            | ۲۵۰            | ۷              | ۲۰           | ۱۲                  | ۳۶                  |
| هردوبر         | بخش مرکزی شهرستان تربت حیدریه     | سیوکی           | ۱۱۰۰           | ۲۰۰            | ۱۶           | ۶۰                  | ۱۰۰                 |
| هفت چاه        | بخش کدکن شهرستان تربت حیدریه      | برس             | ۱۲۰۰           | ۲۰             | ۲۰           | ۸                   | ۲                   |
| هموارآباد      | بخش بایگ شهرستان تربت حیدریه      | بایگ            | ۱۳۰            | ۸              | ۶            | ۱                   | ۳                   |
| هوربداق        | بخش جلگه‌رخ شهرستان تربت حیدریه    | نسر             | ۴۰۰            | ۱۰             | ۸            | ۸                   | ۱۵                  |
| واسط           | بخش جلگه‌رخ شهرستان تربت حیدریه    | واسط            | ۱۵۰۰           | ۹۳             | ۷۰           | ۸                   | ۲۰                  |
| وجیه‌آباد       | بخش بایگ شهرستان تربت حیدریه      | حصار            | ۷۰۰            | ۱۰             | ۲۰           | ۶                   | ۱۰                  |
| پائین          | بخش مرکزی شهرستان تربت حیدریه     | حوض سرخ         | ۲۰۰۰           | ۷۰             | ۱۰           | ۲۰                  | ۸۰                  |
| پائین قلعه     | بخش بایگ شهرستان تربت حیدریه      | خورش بر         | ۳۰۰            | ۲۰             | ۱۰           | ۱۵                  | ۳۰                  |
| پاشکی          | بخش جلگه زاوه شهرستان تربت حیدریه | اردو            | ۲۰۰            | ۶              | ۱۰           | ۲۰                  | ۱۵                  |
| پاقلعه         | بخش جلگه زاوه شهرستان تربت حیدریه | پاقلعه          | ۸۰۰            | ۳۰             | ۱۵           | ۲۵                  | ۴۵                  |
| پاچال          | بخش بایگ شهرستان تربت حیدریه      | رزگ             | ۴۰۰            | ۱۵             | ۱۱           | ۱۲                  | ۳۰                  |
| پاچنار         | بخش مرکزی شهرستان تربت حیدریه     | شیخ ابوالقاسم   | ۵۰۰            | ۲۰             | ۶            | ۱۵                  | ۳۰                  |
| پاکدار         | بخش جلگه زاوه شهرستان تربت حیدریه | چاهوک           | ۷۵۰            | ۲۲             | ۰            | ۱۵                  | ۱۵۰                 |
| پاکدار         | بخش جلگه‌رخ شهرستان تربت حیدریه    | پاکدار          | ۱۲۰۰           | ۲۸             | ۱۲           | ۲۰                  | ۳۵                  |
| پاکمر          | بخش جلگه زاوه شهرستان تربت حیدریه | سرگلون          | ۷۰۰            | ۱۰             | ۱۰           | ۱۰                  | ۳۴                  |
| پاگدار         | بخش جلگه زاوه شهرستان تربت حیدریه | پاگدار          | ۳۲۰            | ۱۲             | ۱۰           | ۱۵                  | ۶۰                  |
| پسوند          | بخش جلگه زاوه شهرستان تربت حیدریه | میرپسند         | ۷۲۰            | ۲۰             | ۱۲           | ۱۰                  | ۱۵                  |
| پشت دسک        | بخش مرکزی شهرستان تربت حیدریه     | منظر            | ۲۵۰۰           | ۶۵             | ۳۰           | ۲۰                  | ۶۰                  |
| پطرو           | بخش جلگه زاوه شهرستان تربت حیدریه | پطرو            | ۱۲۰۰           | ۳۵             | ۳۰           | ۵۰                  | ۷۵                  |
| پلنگی          | بخش جلگه زاوه شهرستان تربت حیدریه | مرغزار          | ۵۰۰            | ۱۵             | ۱۲           | ۲۰                  | ۱۲۰                 |
| پنگی علیا      | بخش کدکن شهرستان تربت حیدریه      | پنگی            | ۶۰۰            | ۲۰             | ۸            | ۲۵                  | ۲۰                  |
| پوده           | بخش جلگه زاوه شهرستان تربت حیدریه | شهوار           | ۷۵۰            | ۳۰             | ۷            | ۵                   | ۱۲                  |
| پوستین دوز     | بخش جلگه‌رخ شهرستان تربت حیدریه    | پوستین دوز      | ۱۱۰۰           | ۲۹             | ۱۱           | ۱۲                  | ۲۵                  |
| پی آوک         | بخش بایگ شهرستان تربت حیدریه      | فهندر           | ۲۰۰۰           | ۷۰             | ۲۰           | ۱۵                  | ۲۰                  |
| پی تیغ سفید    | بخش بایگ شهرستان تربت حیدریه      | خورش بر         | ۱۵۰            | ۱۴             | ۵            | ۴                   | ۱۰                  |
| پیوندی سفلی    | بخش بایگ شهرستان تربت حیدریه      | بایگ            | ۲۰۰            | ۵              | ۲            | ۲۰                  | ۳۰                  |
| پیوندی علیا    | بخش بایگ شهرستان تربت حیدریه      | بایگ            | ۵۰۰            | ۸              | ۱۰           | ۳۰                  | ۳۰                  |
| چاغرچه ساق     | بخش جلگه زاوه شهرستان تربت حیدریه | ساق             | ۱۴۰۰           | ۳۸             | ۱۵           | ۳۵                  | ۶۰                  |
| چاقه بلوچها    | بخش جلگه زاوه شهرستان تربت حیدریه | چاقه            | ۱۰۰۰           | ۳۵             | ۱۲           | ۲۰                  | ۳۵                  |
| چاقه محمدجان   | بخش جلگه زاوه شهرستان تربت حیدریه | پطرو            | ۱۰۰۰           | ۳۰             | ۲۸           | ۵۰                  | ۸۰                  |
| چشمه آبور      | بخش کدکن شهرستان تربت حیدریه      | ترقی            | ۳۵             | ۴              | ۹            | ۱۰                  | ۸                   |
| چشمه آهو       | بخش کدکن شهرستان تربت حیدریه      | ترقی            | ۳۵۰            | ۴              | ۱۰           | ۱۰                  | ۳                   |
| چشمه حسن       | بخش جلگه زاوه شهرستان تربت حیدریه | بهارستان        | ۳۰۰            | ۱۱             | ۱۲           | ۲۰                  | ۲۷                  |
| چشمه خار       | بخش جلگه‌رخ شهرستان تربت حیدریه    | قنچی            | ۷۰۰            | ۲۲             | ۱۲           | ۱۰                  | ۲۵                  |
| چشمه دارو      | بخش مرکزی شهرستان تربت حیدریه     | منظر            | ۱۵۰۰           | ۴۵             | ۱۴           | ۵                   | ۱۵                  |
| چشمه زرد علیا  | بخش بایگ شهرستان تربت حیدریه      | سرخ‌آباد         | ۱۰۰            | ۶              | ۵            | ۱۰                  | ۲                   |
| چشمه سبز       | بخش کدکن شهرستان تربت حیدریه      | ترقی            | ۱۲۰۰           | ۲۲             | ۸            | ۸                   | ۱۰                  |
| چشمه سرو       | بخش بایگ شهرستان تربت حیدریه      | رزگ             | ۵۰۰            | ۱۰             | ۲۵           | ۱۰                  | ۳۰                  |
| چشمه صدف       | بخش بایگ شهرستان تربت حیدریه      | گشن             | ۷۰             | ۵              | ۷            | ۸                   | ۱۰                  |
| چشمه لوش       | بخش مرکزی شهرستان تربت حیدریه     | سیوکی           | ۱۰۰۰           | ۲۰۰            | ۱۶           | ۵۰                  | ۱۵۰                 |
| چنارک سفلی     | بخش بایگ شهرستان تربت حیدریه      | بایگ            | ۱۵۰            | ۶              | ۱۲           | ۳                   | ۹                   |
| چنارک علیا     | بخش بایگ شهرستان تربت حیدریه      | رزگ             | ۳۰۰            | ۲۰             | ۱۲           | ۴                   | ۵                   |
| چنگ کلاغ       | بخش جلگه‌رخ شهرستان تربت حیدریه    | چنگ کلاغ        | ۱۲۰۰           | ۴۴             | ۱۲           | ۱۵                  | ۲۵                  |
| چهارتخته       | بخش جلگه‌رخ شهرستان تربت حیدریه    | رودخانه         | ۲۰۰۰           | ۳۸             | ۲۰           | ۲۰                  | ۱۰۰                 |
| چهاردرخت       | بخش جلگه‌رخ شهرستان تربت حیدریه    | چهاردرخت        | ۳۰۰            | ۲۰             | ۳۰           | ۱۵                  | ۲۵                  |
| چهارقشیمان     | بخش کدکن شهرستان تربت حیدریه      | برس             | ۱۰۰۰           | ۱۵             | ۱۵           | ۱۰                  | ۲                   |
| چوبند سفلی     | بخش بایگ شهرستان تربت حیدریه      | بسک             | ۱۵۰            | ۱۰             | ۲۰           | ۵                   | ۴۰                  |
| چوبند علیا     | بخش بایگ شهرستان تربت حیدریه      | بسک             | ۳۰             | ۲              | ۳            | ۵                   | ۵۰                  |
| چوغان          | بخش جلگه‌رخ شهرستان تربت حیدریه    | سربالا          | ۸۰۰            | ۱۲             | ۲۰           | ۱۰                  | ۱۰                  |
| چولانک بالا    | بخش کدکن شهرستان تربت حیدریه      | چولانک          | ۸۰۰            | ۱۷             | ۲۵           | ۱۵                  | ۶                   |
| چولانک پائین   | بخش کدکن شهرستان تربت حیدریه      | چولانک          | ۱۲۰۰           | ۲۱             | ۳۵           | ۸                   | ۸                   |
| چکه آب         | بخش بایگ شهرستان تربت حیدریه      | سرخ‌آباد         | ۲۰             | ۲              | ۳            | ۵                   | ۱                   |
| چینگ کلاغ      | بخش بایگ شهرستان تربت حیدریه      | خورش بر         | ۱۳۰            | ۸              | ۵            | ۲                   | ۴                   |
| ژاله           | بخش جلگه زاوه شهرستان تربت حیدریه | گلسرا           | ۶۵۰            | ۲۵             | ۲۰           | ۵۵                  | ۷۵                  |
| ژرف            | بخش جلگه زاوه شهرستان تربت حیدریه | ژرف             | ۱۵۰۰           | ۳۸             | ۳۵           | ۱۰                  | ۳۰                  |
| کاج درخت       | بخش مرکزی شهرستان تربت حیدریه     | کاج درخت        | ۴۰۰۰           | ۸۴             | ۷            | ۳۰                  | ۱۰۰                 |
| کاریز بالا     | بخش جلگه زاوه شهرستان تربت حیدریه | ریگان           | ۳۵۰            | ۱۵             | ۱۲           | ۲۰                  | ۳۰                  |
| کاریز حسن      | بخش بایگ شهرستان تربت حیدریه      | بایگ            | ۵۰۰            | ۸              | ۱۲           | ۴                   | ۶                   |
| کاریز سبز      | بخش جلگه‌رخ شهرستان تربت حیدریه    | کاریز سیز       | ۲۰۰۰           | ۶۰             | ۱۱           | ۱۵                  | ۴۰                  |
| کاریز سبز      | بخش جلگه‌رخ شهرستان تربت حیدریه    | نسر             | ۳۰۰۰           | ۱۰۰            | ۱۲           | ۲۰                  | ۱۰۰                 |
| کاریز سرخ      | بخش جلگه زاوه شهرستان تربت حیدریه | پطرو            | ۴۰۰            | ۱۵             | ۲۵           | ۲۵                  | ۵۴                  |
| کاریز قلعه     | بخش جلگه زاوه شهرستان تربت حیدریه | گوجی            | ۸۵۰            | ۳۴             | ۲۵           | ۴۰                  | ۵۶                  |
| کاریزبالا      | بخش مرکزی شهرستان تربت حیدریه     | قندشتن          | ۴۰۰۰           | ۸۵             | ۴۵           | ۳۰                  | ۹۰                  |
| کاریزبیدوی     | بخش جلگه زاوه شهرستان تربت حیدریه | بیدوی           | ۵۳۰            | ۱۵             | ۱۰           | ۳۰                  | ۱۴۰                 |
| کاریزته        | بخش جلگه زاوه شهرستان تربت حیدریه | گلسرا           | ۲۰۰۰           | ۲۵             | ۵۰           | ۳۰                  | ۴۵                  |
| کاریزته        | بخش جلگه زاوه شهرستان تربت حیدریه | پطرو            | ۷۰۰            | ۲۰             | ۲۰           | ۲۵                  | ۵۰                  |
| کاریزته        | بخش جلگه زاوه شهرستان تربت حیدریه | بهارستان        | ۱۰۰۰           | ۲۰             | ۱۵           | ۱۵                  | ۱۵                  |
| کاریزخشک       | بخش جلگه زاوه شهرستان تربت حیدریه | گلسرا           | ۹۰۰            | ۲۷             | ۲۵           | ۲۵                  | ۳۵                  |
| کاریزدیوانه    | بخش جلگه زاوه شهرستان تربت حیدریه | گلسرا           | ۱۶۰۰           | ۴۲             | ۴۵           | ۴۰                  | ۸۵                  |
| کاریزقلی       | بخش جلگه زاوه شهرستان تربت حیدریه | چخماق           | ۳۵۰۰           | ۶۰             | ۵۴           | ۴۰                  | ۸۰                  |
| کاریزملقونک    | بخش جلگه زاوه شهرستان تربت حیدریه | گلسرا           | ۲۴۰            | ۱۲             | ۱۵           | ۳۰                  | ۵۰                  |
| کاریزنامی دار  | بخش جلگه زاوه شهرستان تربت حیدریه | بیدوی           | ۵۴۰            | ۲۰             | ۱۱           | ۴۰                  | ۸۰                  |
| کاریزنو        | بخش بایگ شهرستان تربت حیدریه      | بسک             | ۲۵۰۰           | ۷۵             | ۲۵           | ۷۰                  | ۶۰                  |
| کاریزنو        | بخش جلگه‌رخ شهرستان تربت حیدریه    | رودخانه         | ۳۰۰۰           | ۴۳             | ۳۲           | ۲۰                  | ۱۵                  |
| کاریزنو تهرود  | بخش بایگ شهرستان تربت حیدریه      | بایگ            | ۲۵۰۰           | ۷۵             | ۲۵           | ۵۰                  | ۱۵۰                 |
| کاریزنواردی    | بخش بایگ شهرستان تربت حیدریه      | بایگ            | ۶۰۰            | ۱۲             | ۱۰           | ۴                   | ۶                   |
| کاریزپا’ین     | بخش مرکزی شهرستان تربت حیدریه     | قندشتن          | ۲۵۰۰           | ۱۲۰            | ۲۰           | ۲۵                  | ۷۵                  |
| کاریزک         | بخش بایگ شهرستان تربت حیدریه      | رزگ             | ۳۰۰۰           | ۲۰             | ۱۵           | ۳۰                  | ۳۵                  |
| کاریزک خوجوی   | بخش مرکزی شهرستان تربت حیدریه     | کاریزک خوجوی    | ۵۰۰۰           | ۸۰             | ۷۵           | ۲۵                  | ۱۵۰                 |
| کاریزک سفلی    | بخش بایگ شهرستان تربت حیدریه      | فدیهه           | ۵۰۰            | ۳۰             | ۱۵           | ۲۵                  | ۴۰                  |
| کاریزگلی       | بخش جلگه زاوه شهرستان تربت حیدریه | کاریزگلی        | ۵۰۰            | ۱۰             | ۱۰           | ۲۰                  | ۳۵                  |
| کال غش سفلی    | بخش جلگه زاوه شهرستان تربت حیدریه | قلعه آقاحسن     | ۳۵۰۰           | ۱۰۰            | ۱۴           | ۳۵                  | ۷۵                  |
| کال غش علیا    | بخش جلگه زاوه شهرستان تربت حیدریه | قلعه آقاحسن     | ۳۰۰۰           | ۱۰۲            | ۱۲           | ۳۰                  | ۵۷                  |
| کامه علیا      | بخش مرکزی شهرستان تربت حیدریه     | کامه علیا       | ۴۰۰            | ۳۵             | ۸            | ۲۵                  | ۱۰۰                 |
| کاهه           | بخش جلگه زاوه شهرستان تربت حیدریه | قلعه آقاحسن     | ۱۲۰۰           | ۵۰             | ۱۵           | ۴۰                  | ۷۸                  |
| کاهیجه         | بخش جلگه زاوه شهرستان تربت حیدریه | کاهیجه          | ۱۰۰۰           | ۳۲             | ۱۸           | ۳۵                  | ۱۵۰                 |
| کته تلخ        | بخش کدکن شهرستان تربت حیدریه      | کته تلخ         | ۱۰۰۰           | ۳۲             | ۱۵           | ۱۰                  | ۲۱                  |
| کج بید         | بخش جلگه زاوه شهرستان تربت حیدریه | رحمت‌آباد        | ۱۱۵۰           | ۴۳             | ۰            | ۲۵                  | ۲۵۰                 |
| کدکن           | بخش کدکن شهرستان تربت حیدریه      | کدکن            | ۳۰۰۰           | ۳۰             | ۱۵           | ۸۰                  | ۲۰۰                 |
| کرینگ          | بخش جلگه‌رخ شهرستان تربت حیدریه    | رودخانه         | ۲۰۰۰           | ۱۳۸            | ۲۰           | ۲۰                  | ۶۰                  |
| کفتر فوت       | بخش جلگه زاوه شهرستان تربت حیدریه | گوجی            | ۸۰۰            | ۲۵             | ۱۲           | ۱۵                  | ۲۵                  |
| کفشه در        | بخش بایگ شهرستان تربت حیدریه      | بایگ            | ۵۰             | ۲              | ۵            | ۴                   | ۲                   |
| کفچرستان       | بخش بایگ شهرستان تربت حیدریه      | رزگ             | ۴۰             | ۸              | ۱۰           | ۸                   | ۸                   |
| کلاته آخوند    | بخش مرکزی شهرستان تربت حیدریه     | دهانه غار       | ۱۰۰۰           | ۳۰             | ۲۵           | ۲                   | ۲۵                  |
| کلاته آق حسین  | بخش جلگه‌رخ شهرستان تربت حیدریه    | یک سنگی         | ۱۰۰۰           | ۲۶             | ۸            | ۵                   | ۲۵                  |
| کلاته آقا      | بخش کدکن شهرستان تربت حیدریه      | ترقی            | ۱۰۰۰           | ۵۰             | ۸            | ۱۰                  | ۴                   |
| کلاته آقامیر   | بخش مرکزی شهرستان تربت حیدریه     | کاریزک خوجوی    | ۳۵۰            | ۱۲             | ۷            | ۵                   | ۱۲                  |
| کلاته اصغربیگی | بخش مرکزی شهرستان تربت حیدریه     | تروسک           | ۱۵۰            | ۶              | ۵            | ۵                   | ۱۵                  |
| کلاته الیاس    | بخش بایگ شهرستان تربت حیدریه      | بایگ            | ۷۰۰            | ۱۲             | ۷            | ۸                   | ۲۴                  |
| کلاته امیر     | بخش بایگ شهرستان تربت حیدریه      | حصار            | ۵۰             | ۱۰             | ۲۰           | ۱۰                  | ۳۵                  |
| کلاته بالا     | بخش جلگه‌رخ شهرستان تربت حیدریه    | عسگرد           | ۶۰۰            | ۱۲             | ۱۰           | ۶                   | ۸                   |
| کلاته تغار     | بخش بایگ شهرستان تربت حیدریه      | بایگ            | ۴۰۰            | ۷              | ۱۰           | ۴                   | ۳                   |
| کلاته ثم       | بخش جلگه‌رخ شهرستان تربت حیدریه    | کلاته ثم        | ۱۲۰۰           | ۴۲             | ۱۲           | ۷                   | ۱۰                  |
| کلاته جانمحمد  | بخش جلگه زاوه شهرستان تربت حیدریه | میر پسند        | ۸۵۰            | ۲۲             | ۱۱           | ۱۵                  | ۲۵                  |
| کلاته جانی     | بخش مرکزی شهرستان تربت حیدریه     | قوزان           | ۵۰۰            | ۱۰             | ۲۰           | ۳                   | ۹                   |
| کلاته حاج رضا  | بخش کدکن شهرستان تربت حیدریه      | پنگی            | ۳۰۰            | ۱۲             | ۱۰           | ۱۰                  | ۷                   |
| کلاته حسن      | بخش کدکن شهرستان تربت حیدریه      | پنگی            | ۴۰۰            | ۱۰             | ۱۰           | ۱۰                  | ۱۰                  |
| کلاته حسنی     | بخش بایگ شهرستان تربت حیدریه      | بایگ            | ۴۰۰            | ۱۵             | ۶            | ۴                   | ۴                   |
| کلاته حسینی    | بخش بایگ شهرستان تربت حیدریه      | بایگ            | ۴۰۰            | ۱۰             | ۱۵           | ۸                   | ۲۰                  |
| کلاته حیدر     | بخش بایگ شهرستان تربت حیدریه      | حصار            | ۱۰۰            | ۳              | ۶            | ۲                   | ۱۰                  |
| کلاته خان      | بخش جلگه زاوه شهرستان تربت حیدریه | کلاته خان       | ۱۰۰۰           | ۳۲             | ۱۳           | ۲۰                  | ۳۵                  |
| کلاته خرمنگاه  | بخش بایگ شهرستان تربت حیدریه      | خورش بر         | ۱۰۰            | ۸              | ۳            | ۲                   | ۴                   |
| کلاته درویش    | بخش مرکزی شهرستان تربت حیدریه     | شیخ ابوالقاسم   | ۶۰۰            | ۳۰             | ۷            | ۱۵                  | ۷۰                  |
| کلاته دلاک     | بخش بایگ شهرستان تربت حیدریه      | سرخ‌آباد         | ۳۰             | ۳              | ۵            | ۵                   | ۲                   |
| کلاته رضا      | بخش کدکن شهرستان تربت حیدریه      | پنگی            | ۱۰۰            | ۳              | ۸            | ۵                   | ۲                   |
| کلاته روشن     | بخش بایگ شهرستان تربت حیدریه      | گشن             | ۱۰۰            | ۱۰             | ۶            | ۴                   | ۱۵                  |
| کلاته سائلی    | بخش مرکزی شهرستان تربت حیدریه     | دهانه غار       | ۵۵۰            | ۱۵             | ۲۰           | ۲                   | ۳۰                  |
| کلاته سبز      | بخش جلگه‌رخ شهرستان تربت حیدریه    | عسگرد           | ۸۰۰            | ۱۷             | ۱۱           | ۸                   | ۱۰                  |
| کلاته سبز      | بخش جلگه‌رخ شهرستان تربت حیدریه    | عسگرد           | ۴۸۰            | ۱۲             | ۱۳           | ۸                   | ۹                   |
| کلاته سبز      | بخش مرکزی شهرستان تربت حیدریه     | قوزان           | ۳۰۰            | ۱۵             | ۶            | ۱۰                  | ۱۵                  |
| کلاته سنگ      | بخش مرکزی شهرستان تربت حیدریه     | قوزان           | ۵۰۰            | ۳۵             | ۱۰           | ۱۰                  | ۳۵                  |
| کلاته سنگی     | بخش مرکزی شهرستان تربت حیدریه     | ده پایین        | ۳۰۰۰           | ۶۵             | ۴۰           | ۱۵                  | ۴۵                  |
| کلاته سنگین    | بخش بایگ شهرستان تربت حیدریه      | فهندر           | ۲۰۰۰           | ۱۰۰            | ۳۰           | ۲۵                  | ۴۰                  |
| کلاته سیاهدره  | بخش بایگ شهرستان تربت حیدریه      | بایگ            | ۵۰۰            | ۱۲             | ۱۰           | ۴                   | ۱                   |
| کلاته شور      | بخش جلگه‌رخ شهرستان تربت حیدریه    | یک سنگی         | ۱۵۰۰           | ۵۶             | ۱۰           | ۵                   | ۱۵                  |
| کلاته شیخ      | بخش کدکن شهرستان تربت حیدریه      | نصرت‌آباد        | ۱۰۰۰           | ۲۰             | ۱۲           | ۲۰                  | ۱۵                  |
| کلاته صادق     | بخش جلگه‌رخ شهرستان تربت حیدریه    | سربالا          | ۵۰۰            | ۲۵             | ۱۴           | ۱۰                  | ۱۱                  |
| کلاته صدیق     | بخش جلگه‌رخ شهرستان تربت حیدریه    | سربالا          | ۵۰۰            | ۱۰             | ۲۰           | ۶                   | ۳۰                  |
| کلاته عابدی    | بخش مرکزی شهرستان تربت حیدریه     | اراضی سنجدبور   | ۶۰             | ۴              | ۴            | ۵                   | ۱۵                  |
| کلاته علم شاه  | بخش بایگ شهرستان تربت حیدریه      | بایگ            | ۵۰             | ۱۲             | ۷            | ۱                   | ۲                   |
| کلاته علی جان  | بخش کدکن شهرستان تربت حیدریه      | کته تلخ         | ۱۰۰۰           | ۲۶             | ۱۲           | ۱۰                  | ۱۰                  |
| کلاته علیمحمد  | بخش بایگ شهرستان تربت حیدریه      | رود معجن        | ۴۰۰            | ۱۰             | ۱۰           | ۱۵                  | ۱۵                  |
| کلاته فیروز    | بخش جلگه زاوه شهرستان تربت حیدریه | مرجانه          | ۵۰۰            | ۱۶             | ۱۲           | ۱۰                  | ۳۰                  |
| کلاته قاضی     | بخش جلگه‌رخ شهرستان تربت حیدریه    | کلاته قاضی      | ۸۰۰            | ۲۴             | ۱۳           | ۱۲                  | ۳۰                  |
| کلاته قرایی    | بخش بایگ شهرستان تربت حیدریه      | فهندر           | ۲۰۰۰           | ۴۰             | ۳۰           | ۱۵                  | ۲۰                  |
| کلاته محمدجان  | بخش مرکزی شهرستان تربت حیدریه     | قوزان           | ۱۲۰۰           | ۳۰             | ۲۵           | ۵                   | ۱۵                  |
| کلاته میراسدا  | بخش جلگه زاوه شهرستان تربت حیدریه | جعفرآباد        | ۵۰۰            | ۱۵             | ۱۰           | ۱۰                  | ۱۵                  |
| کلاته میل سنگ  | بخش بایگ شهرستان تربت حیدریه      | بایگ            | ۵۰۰            | ۱۲             | ۱۰           | ۴                   | ۴                   |
| کلاته نو       | بخش جلگه زاوه شهرستان تربت حیدریه | مرجانه          | ۸۰۰            | ۲۰             | ۸            | ۱۰                  | ۲۰                  |
| کلاته نو       | بخش بایگ شهرستان تربت حیدریه      | فدیهه           | ۲۰۰            | ۱۲             | ۸            | ۵                   | ۱۰                  |
| کلاته نو       | بخش جلگه زاوه شهرستان تربت حیدریه | کلاته نو        | ۱۲۰۰           | ۳۵             | ۱۴           | ۳۰                  | ۴۵                  |
| کلاته همایون   | بخش بایگ شهرستان تربت حیدریه      | فهندر           | ۳۰۰۰           | ۶۰             | ۴۰           | ۱۰                  | ۵۰                  |
| کلاته گاوگران  | بخش مرکزی شهرستان تربت حیدریه     | کلاته گاوگران   | ۱۵۰۰           | ۱۲۰            | ۱۵           | ۲۰                  | ۳۰                  |
| کلاته گل جیک   | بخش مرکزی شهرستان تربت حیدریه     | حاجی یار        | ۲۰۰            | ۱۲             | ۵            | ۵                   | ۱۵                  |
| کلاته گلوله خو | بخش مرکزی شهرستان تربت حیدریه     | قوزان فربودی    | ۴۰۰            | ۱۴             | ۸            | ۵                   | ۲۰                  |
| کلاغ‌آباد       | بخش جلگه‌رخ شهرستان تربت حیدریه    | کته تلخ         | ۶۰۰            | ۱۲             | ۱۲           | ۵                   | ۱۲                  |
| کلالود         | بخش جلگه زاوه شهرستان تربت حیدریه | گوجی            | ۱۲۵۰           | ۳۲             | ۱۲           | ۸                   | ۱۵                  |
| کلغری          | بخش جلگه‌رخ شهرستان تربت حیدریه    | کلغری           | ۶۵۰            | ۱۴             | ۱۲           | ۱۰                  | ۱۲                  |
| کمالیه         | بخش جلگه زاوه شهرستان تربت حیدریه | بهارستان        | ۴۲۰            | ۱۵             | ۱۵           | ۱۵                  | ۲۵                  |
| کند            | بخش جلگه زاوه شهرستان تربت حیدریه | سهل‌آباد         | ۵۰۰            | ۱۵             | ۱۵           | ۲۵                  | ۳۷                  |
| کوشکک          | بخش جلگه زاوه شهرستان تربت حیدریه | کوشکک           | ۳۰۰۰           | ۶۰             | ۳۰           | ۴۰                  | ۴۰                  |
| کول سفلی       | بخش جلگه زاوه شهرستان تربت حیدریه | فیروز‌آباد       | ۲۴۰۰۰          | ۸۴             | ۳۵           | ۱۴                  | ۳۵                  |
| کوه            | بخش جلگه زاوه شهرستان تربت حیدریه | قلعه آقا حسن    | ۴۰۰۰           | ۲۸             | ۷            | ۵۰                  | ۱۲۵                 |
| کوه آب         | بخش جلگه‌رخ شهرستان تربت حیدریه    | سربالا          | ۵۰۰            | ۶              | ۱۰           | ۱۲                  | ۳۰                  |
| کوهی           | بخش جلگه‌رخ شهرستان تربت حیدریه    | کوهی            | ۲۴۰۰           | ۷۲             | ۱۸           | ۲۸                  | ۴۰                  |
| کوکی           | بخش مرکزی شهرستان تربت حیدریه     | کاج درخت        | ۱۵۰            | ۵              | ۷            | ۵                   | ۱۵                  |
| گاوسمرغ        | بخش بایگ شهرستان تربت حیدریه      | بایگ            | ۵۰۰            | ۲۰             | ۱۵           | ۸                   | ۳۰                  |
| گراب           | بخش کدکن شهرستان تربت حیدریه      | ترقی            | ۳۵۰            | ۴              | ۷            | ۱۰                  | ۶                   |
| گرماب          | بخش جلگه‌رخ شهرستان تربت حیدریه    | گرماب           | ۱۲۰۰           | ۳۶             | ۱۰           | ۲۰                  | ۳۵                  |
| گرماب سفلی     | بخش جلگه‌رخ شهرستان تربت حیدریه    | گرماب           | ۱۵۰۰           | ۴۴             | ۱۲           | ۱۵                  | ۲۰                  |
| گرماب علی‌آباد  | بخش جلگه‌رخ شهرستان تربت حیدریه    | گرماب           | ۱۱۰۰           | ۲۸             | ۱۰           | ۱۱                  | ۱۲                  |
| گرگ دره        | بخش بایگ شهرستان تربت حیدریه      | رزگ             | ۱۵۰            | ۴              | ۵            | ۱۰                  | ۵                   |
| گرگ‌آباد        | بخش مرکزی شهرستان تربت حیدریه     | کلاته علی سیاه  | ۳۰۰            | ۱۲             | ۱۵           | ۱۰                  | ۳۰                  |
| گزباز          | بخش کدکن شهرستان تربت حیدریه      | چولانک          | ۱۲۰۰           | ۲۲             | ۳۵           | ۱۰                  | ۴                   |
| گزیدر          | بخش جلگه زاوه شهرستان تربت حیدریه | مرجانه          | ۷۵۰            | ۲۴             | ۹            | ۱۵                  | ۷۰                  |
| گزیدر سفلی     | بخش بایگ شهرستان تربت حیدریه      | سرخ‌آباد         | ۳۰             | ۳              | ۴            | ۱۰                  | ۲                   |
| گزیدر علیا     | بخش بایگ شهرستان تربت حیدریه      | گشن             | ۱۵۰            | ۱۰             | ۴            | ۴                   | ۳                   |
| گشن            | بخش بایگ شهرستان تربت حیدریه      | گشن             | ۳۵۰            | ۲۵             | ۱۲           | ۱۲                  | ۱۰                  |
| گل کاریز       | بخش جلگه‌رخ شهرستان تربت حیدریه    | نسر             | ۵۵۰            | ۱۴             | ۱۲           | ۱۲                  | ۲۰                  |
| گلستان         | بخش بایگ شهرستان تربت حیدریه      | رزگ             | ۵۰۰            | ۱۳             | ۱۰           | ۱۰                  | ۵                   |
| گلستان         | بخش بایگ شهرستان تربت حیدریه      | فهندر           | ۱۰۰۰           | ۳۰             | ۲۰           | ۵                   | ۲۰                  |
| گلستان         | بخش جلگه زاوه شهرستان تربت حیدریه | چخماق           | ۲۵۰۰           | ۹۲             | ۱۲           | ۳۰                  | ۲۲۰                 |
| گلهو           | بخش کدکن شهرستان تربت حیدریه      | کدکن            | ۳۰۰۰           | ۵۵             | ۳۰           | ۳۰                  | ۱۲۵                 |
| گم چکنه        | بخش مرکزی شهرستان تربت حیدریه     | خدابنده         | ۱۵۰            | ۱۰             | ۸            | ۵                   | ۱۵                  |
| گنج آهو        | بخش مرکزی شهرستان تربت حیدریه     | کلاته سید       | ۱۲۰۰           | ۴۰             | ۱۱           | ۲۰                  | ۶۰                  |
| گندآباد        | بخش مرکزی شهرستان تربت حیدریه     | مورشک           | ۲۵۰            | ۱۵             | ۰            | ۷                   | ۰                   |
| گنداب          | بخش بایگ شهرستان تربت حیدریه      | سرخ‌آباد         | ۳۰             | ۳              | ۴            | ۵                   | ۱                   |
| گندخانی        | بخش بایگ شهرستان تربت حیدریه      | بسک             | ۳۰             | ۱              | ۱۵           | ۸                   | ۱۰                  |
| گوشه سنگ       | بخش جلگه زاوه شهرستان تربت حیدریه | ژرف             | ۸۰۰            | ۲۰             | ۱۵           | ۵۰                  | ۱۲۰                 |
| یک لنگی        | بخش جلگه‌رخ شهرستان تربت حیدریه    | یک لنگی         | ۶۵۰            | ۱۶             | ۸            | ۲۵                  | ۱۲                  |
| یکه درخت       | بخش بایگ شهرستان تربت حیدریه      | گشن             | ۲۰۰            | ۲۰             | ۱۰           | ۸                   | ۲۰                  |